# Verenigde Staten op de Olympische Zomerspelen 2016

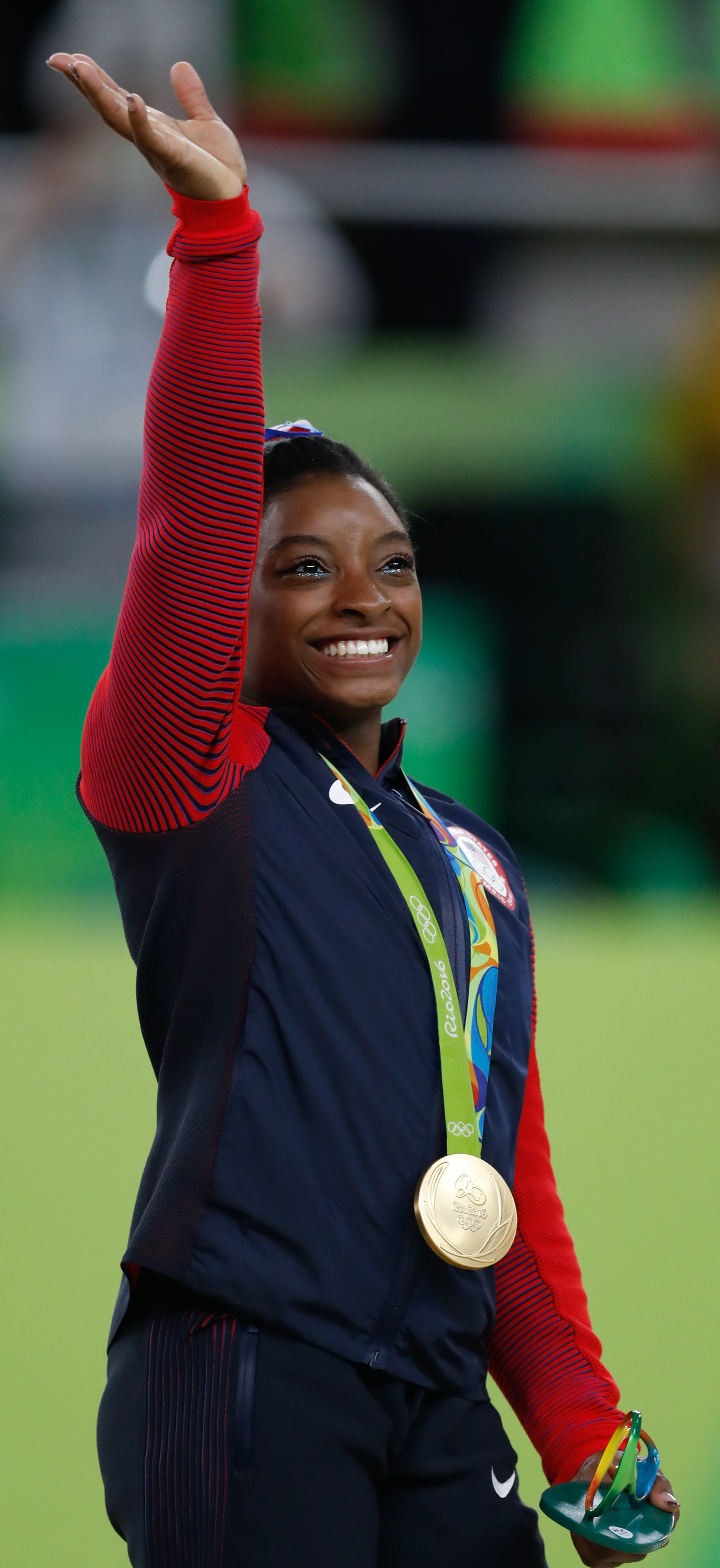
Turnster Simone Biles won viermaal goud en eenmaal brons in het olympisch turntoernooi. Met haar prestaties brak ze verschillende nationale en internationale records. Na de Spelen werd Biles in eigen land door diverse media "de beste turnster aller tijden" genoemd.

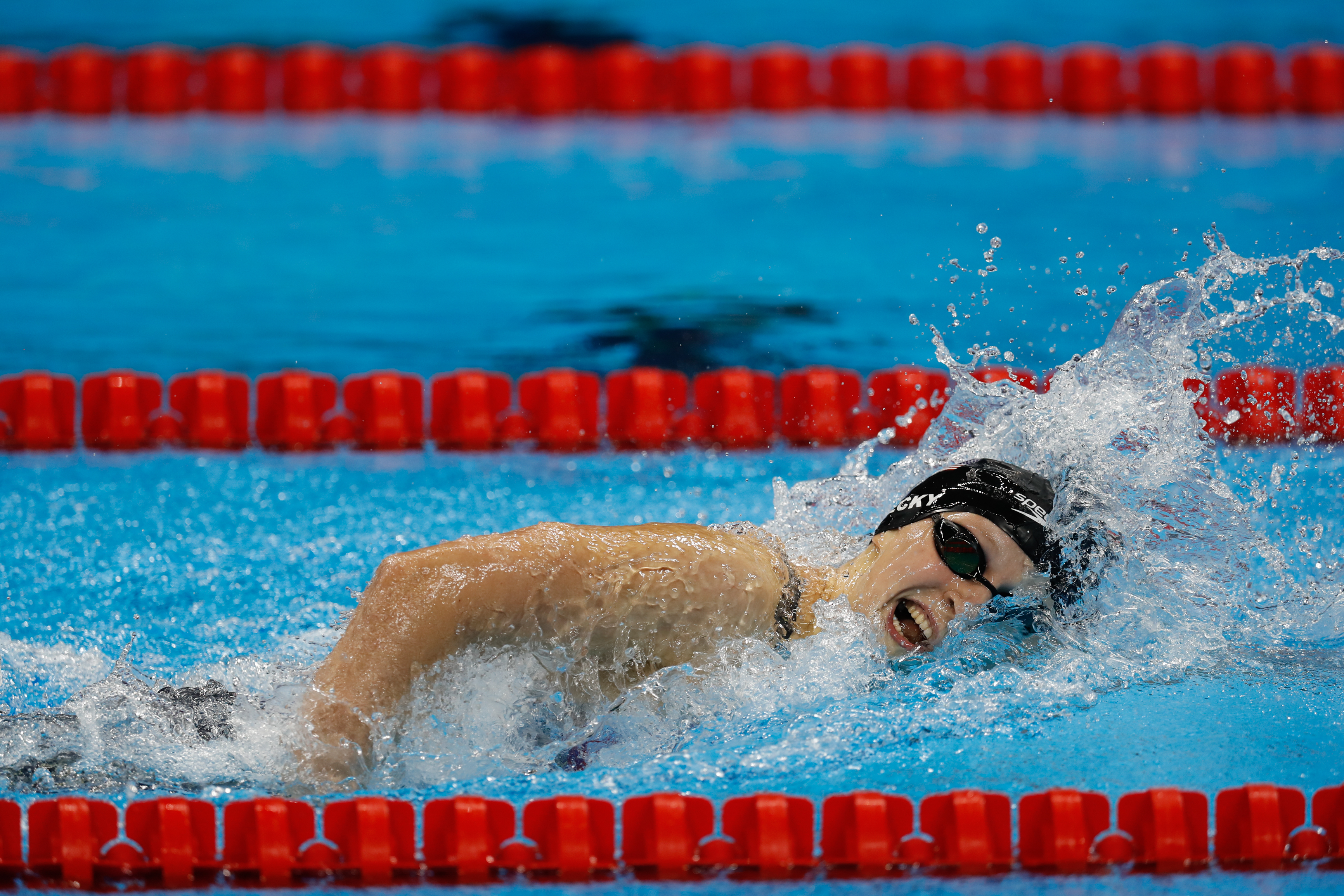
Katie Ledecky zwemt in de finale van de 4x100 meter vrije slag. Ledecky domineerde de vrije slag, met goud op de 200, 400, 800, 4x100 en 4x200 meter. Op zowel de 400 meter als de 800 meter zwom ze een nieuw wereldrecord. De 800 meter, in 2016 nog het langste zwembadnummer voor vrouwen, won ze met elf seconden voorsprong op nummer twee Jazmin Carlin.

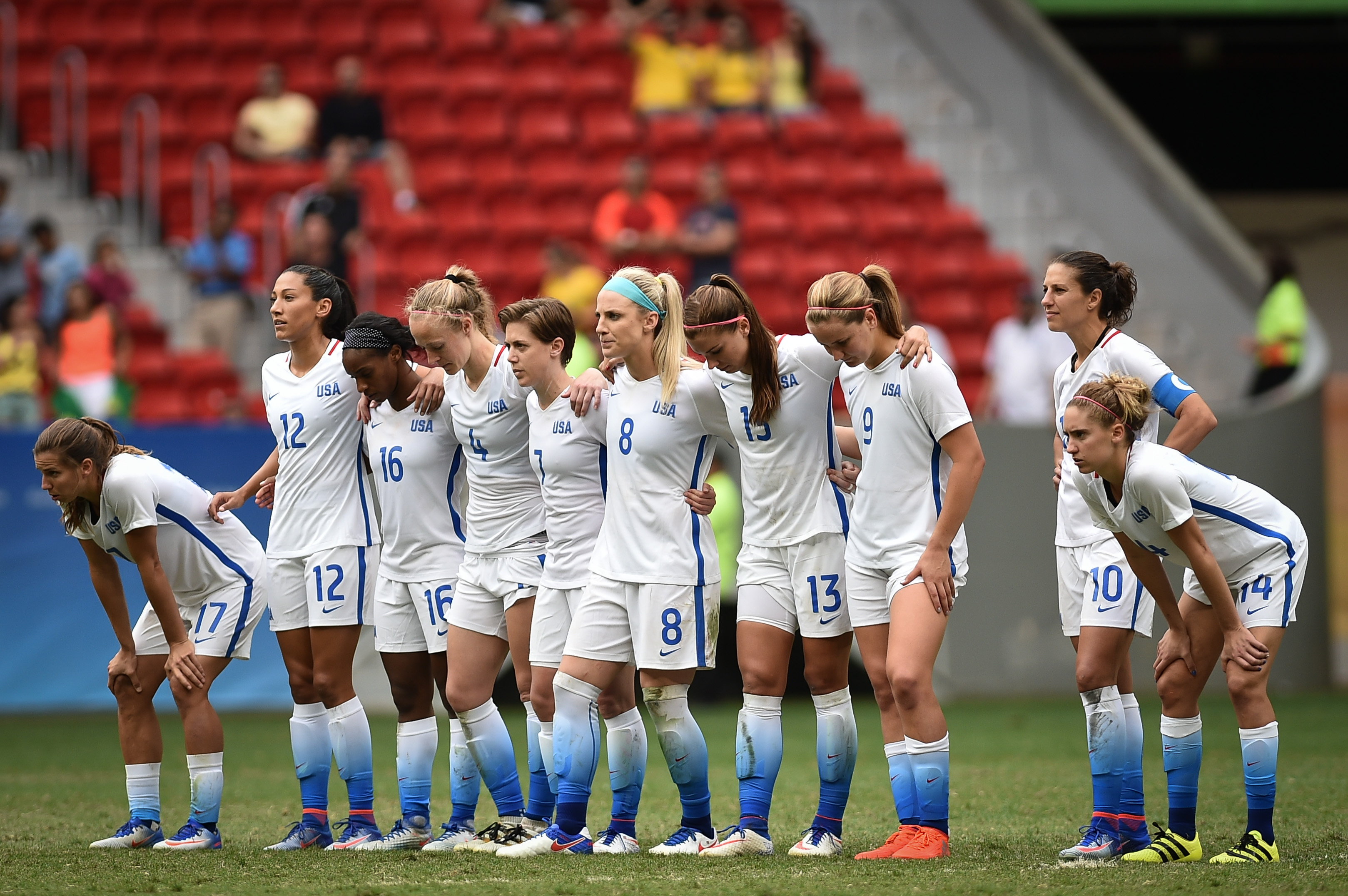
De voetbalsters van het Amerikaanse elftal kijken toe hoe de strafschoppenserie in de kwartfinale tegen Zweden verloopt. Christen Press miste uiteindelijk de beslissende strafschop, waardoor de Verenigde Staten waren uitgeschakeld in het toernooi. In de voorgaande drie Spelen werden de Amerikaanse vrouwen nog olympisch kampioen.

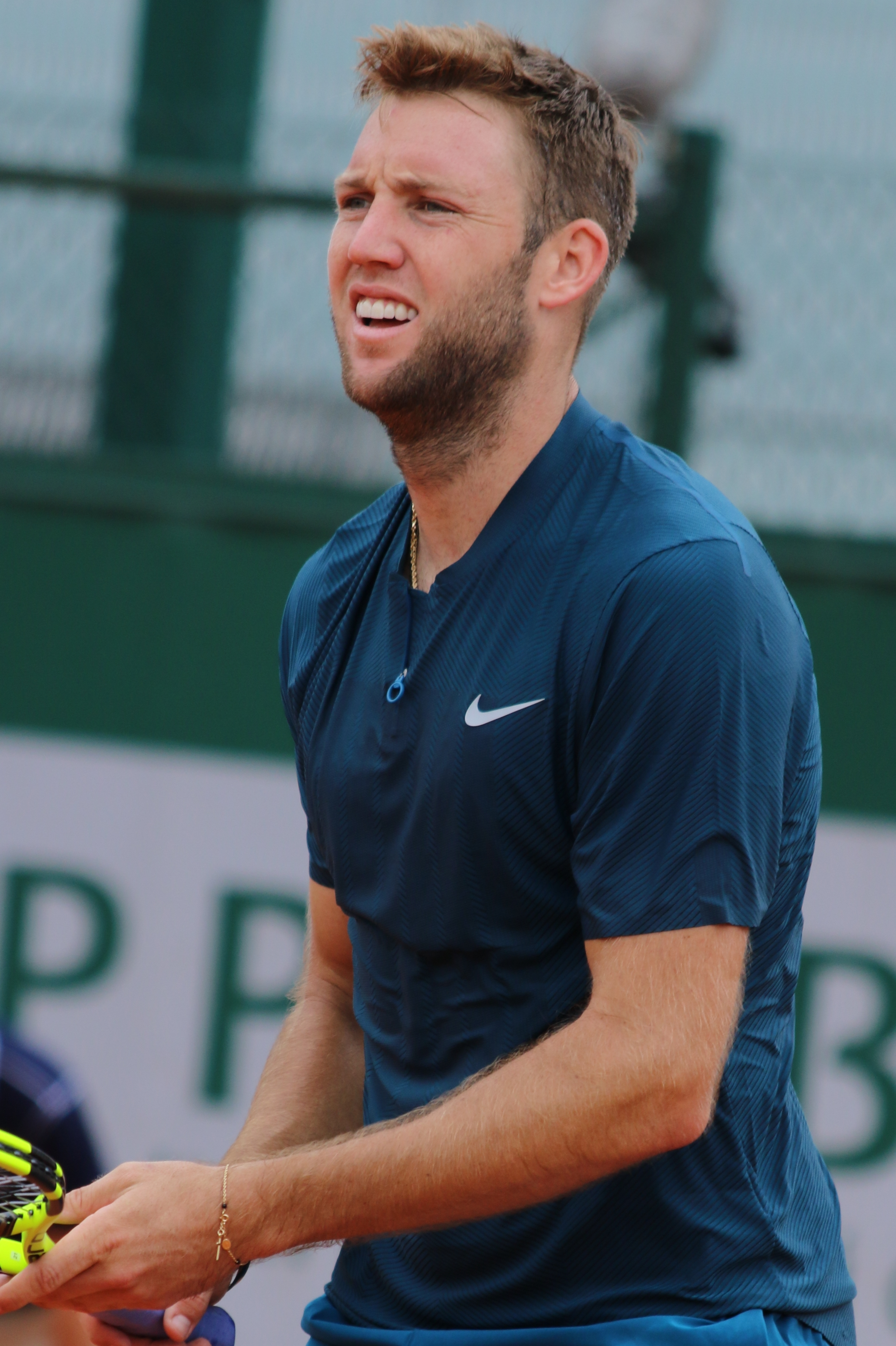
Tennisser Jack Sock won goud in het gemengddubbel- en brons in het mannendubbeltoernooi en was daarmee de succesvolste Amerikaanse tennisser op deze Spelen. In het gemengd dubbel versloeg hij samen met dubbelspecialiste Bethanie Mattek-Sands de combinatie van Rajeev Ram en Venus Williams.

De Verenigde Staten namen deel aan de Olympische Zomerspelen 2016 in Rio de Janeiro, Brazilië. Het land leverde met 554 sporters de grootste afvaardiging van de Spelen en kwam uit in dertig olympische sportdisciplines; alleen in het handbal waren de Verenigde Staten afwezig. De grootste selectie binnen de olympische ploeg was die van de atletiek, waartoe 128 Amerikanen behoorden. Ook aan zwemmen en roeien namen meer dan veertig Amerikanen deel. Afgezien van de absentie in het handbaltoernooi namen aan het synchroonzwemmen (twee) en de moderne vijfkamp (drie) de minste atleten deel. In totaal namen meer Amerikaanse vrouwen dan mannen deel aan de Spelen van 2016. Ook in Londen was dat het geval.
De Olympische Zomerspelen 2016 waren de op twee na beste Zomerspelen in de olympische geschiedenis van de Verenigde Staten (na St. Louis 1904, waar slechts een handvol landen aan deelnamen, en Los Angeles 1984), en de meest succesvolle Zomerspelen die plaatsvonden buiten de Verenigde Staten. De Verenigde Staten wonnen een totaalaantal van 121 medailles, waarvan 46 goud, 37 zilver en 38 brons. Voor de zesde maal op rij eindigde het land daardoor bovenaan de medaillespiegel. De Amerikaanse vrouwen wonnen 27 gouden medailles, elf meer dan hun mannelijke ploeggenoten, en 61 in totaal, een recordaantal. Daarmee zouden de vrouwen als derde op de medaillespiegel zijn geëindigd, achter de complete ploegen van China en Groot-Brittannië.
Zwemmen was voor de Verenigde Staten de meest succesvolle sport in 2016. Het land won zestien gouden zwemmedailles, één minder dan de rest van de wereld bij elkaar. Voor een groot deel van de medailles in het zwemmen waren Michael Phelps, die na de Spelen stopte als wedstrijdzwemmer, en Katie Ledecky verantwoordelijk: Phelps won zes medailles (vijfmaal goud) en Ledecky vijf (viermaal goud). De enige zilveren medaille van Phelps in 2016, die hij als drievoudig titelverdediger won op de 100 meter vlinderslag, moest hij delen met twee anderen. De Singaporees Joseph Schooling, voor wie Phelps een jeugdheld was, won het eerste goud ooit voor zijn land. Het was voor het eerst in de geschiedenis van de Olympische Spelen dat drie zwemmers gelijktijdig als tweede eindigden en drie zilveren medailles werden uitgereikt. Op de laatste dag van het langebaanzwemmen wonnen de Amerikaanse vrouwen de 4x100 meter wisselslag. Het betekende de duizendste gouden medaille op de Zomerspelen voor de Verenigde Staten, 120 jaar nadat de atleet James Connolly het eerste goud won bij de Spelen van 1896.
Na het zwemmen was atletiek de meest succesvolle sport voor de Amerikanen. Er werden dertien gouden medailles gewonnen, meer dan Jamaica en Kenia (beide zesmaal goud) bij elkaar. Op de 100 meter sprint won Justin Gatlin het zilver, enkele honderdsten achter de afzwaaiende Jamaicaan Usain Bolt. Tori Bowie was dominant op de sprintnummers bij de vrouwen: op de 100 meter won ze zilver en op de 200 meter brons, waarbij ze tweemaal verloor van de Jamaicaanse Thompson. Op de 100 meter horden voor vrouwen behaalden de Verenigde Staten een clean sweep, met Brianna Rollins als winnares van het goud. Niet eerder zorgden Amerikaanse vrouwen voor een sweep, en niet eerder zorgde een land voor een sweep op dit specifieke onderdeel.
Simone Biles droeg de Amerikaanse ploeg in het olympisch turntoernooi met vijf medailles, waarvan vier goud. Individueel won ze zowel de meerkamp als de toestelnummers sprong en vloer. Het enige onderdeel waarop ze goud misliep was de balk; hoewel ze in de kwalificaties met enige afstand als eerste was geëindigd, verloor ze in de finale haar evenwicht en eindigde ze als derde, achter kampioene Sanne Wevers. Het Amerikaans olympisch comité benoemde Biles na afloop van de Spelen tot vlaggendrager van de sluitingsceremonie. Niet eerder kreeg een turner die eer.
Naast het zwemmen, atletiek en het turnen wonnen de Verenigde Staten in negentien andere sporten. Op 13 augustus wonnen Amerikaanse vrouwen voor de derde maal op rij het koningsnummer van het olympisch roeitoernooi, de acht met stuurvrouw. Wereldtitels inbegrepen was het het elfde opeenvolgende goud voor de vrouwenacht. Enkele dagen later, op 19 augustus, won Connor Fields het BMX-toernooi. Niet eerder won een Amerikaan in deze discipline. Op dezelfde dag versloegen de waterpolovrouwen Italië in de olympische finale. Ook in het basketbal waren de Verenigde Staten succesvol: het land won zowel het vrouwen- als het mannentoernooi.
Hardloopster Abbey D'Agostino ontving na afloop van de Spelen een Fair Play-award van het Internationaal Olympisch Comité (IOC). D'Agostino was bij de series van de 5000 meter gevallen, net als de Nieuw-Zeelandse Nikki Hamblin. Na de val hielpen de vrouwen elkaar naar de finish.
De medaillewinnaars van de Verenigde Staten werden in september 2016 door president Barack Obama ontvangen in het Witte Huis.

## Medailleoverzicht
| Sport          | Olympiër(s) | Onderdeel                              | Medaille |
| -------------- | --- | -------------------------------------- | -------- |
| Atletiek       | Matthew Centrowitz | 1500 m (m)                             | Goud     |
| Atletiek       | Kerron Clement | 400 m horden (m)                       | Goud     |
| Atletiek       | Kyle Clemons Arman Hall Tony McQuay LaShawn Merritt Gil Roberts David Verburg                                                   | 4x400 m (m)                            | Goud     |
| Atletiek       | Jeff Henderson | verspringen (m)                        | Goud     |
| Atletiek       | Christian Taylor | hink-stap-springen (m)                 | Goud     |
| Atletiek       | Ryan Crouser | kogelstoten (m)                        | Goud     |
| Atletiek       | Ashton Eaton | tienkamp (m)                           | Goud     |
| Atletiek       | Brianna Rollins | 100 m horden (v)                       | Goud     |
| Atletiek       | Dalilah Muhammad | 400 m horden (v)                       | Goud     |
| Atletiek       | Morolake Akinosun Tianna Bartoletta Tori Bowie English Gardner Allyson Felix                                                    | 4x100 m (v)                            | Goud     |
| Atletiek       | Allyson Felix Phyllis Francis Taylor Ellis-Watson Natasha Hastings Francena McCorory Courtney Okolo                             | 4x400 m (v)                            | Goud     |
| Atletiek       | Tianna Bartoletta | verspringen (v)                        | Goud     |
| Atletiek       | Michelle Carter | kogelstoten (v)                        | Goud     |
| Boksen         | Claressa Shields | middengewicht (–75 kg) (v)             | Goud     |
| Basketbal      | olympisch team | mannen                                 | Goud     |
| Basketbal      | olympisch team | vrouwen                                | Goud     |
| Gymnastiek     | Simone Biles | sprong (v)                             | Goud     |
| Gymnastiek     | Simone Biles | vloer (v)                              | Goud     |
| Gymnastiek     | Simone Biles | meerkamp (v)                           | Goud     |
| Gymnastiek     | Simone Biles Gabrielle Douglas Lauren Hernandez Madison Kocian Alexandra Raisman                                                | meerkamp team (v)                      | Goud     |
| Judo           | Kayla Harrison | halfzwaargewicht (–78 kg) (v)          | Goud     |
| Roeien         | Amanda Elmore Tessa Gobbo Elle Logan Meghan Musnicki Amanda Polk Emily Regan Lauren Schmetterling Kerry Simmonds Katelin Snyder | acht (v)                               | Goud     |
| Schietsport    | Virginia Thrasher | 10 m luchtgeweer (v)                   | Goud     |
| Tennis         | Jack Sock Bethanie Mattek-Sands                                                                                                 | gemengd dubbelspel                     | Goud     |
| Triatlon       | Gwen Jorgensen | vrouwen                                | Goud     |
| Waterpolo      | olympisch team | vrouwen                                | Goud     |
| Wielersport    | Connor Fields | BMX (m)                                | Goud     |
| Wielersport    | Kristin Armstrong | tijdrit (v)                            | Goud     |
| Worstelen      | Kyle Frederick Snyder | zwaargewicht vrije stijl (–97 kg) (m)  | Goud     |
| Worstelen      | Helen Maroulis | bantamgewicht vrije stijl (–53 kg) (v) | Goud     |
| Zwemmen        | Anthony Ervin | 50 m vrij (m)                          | Goud     |
| Zwemmen        | Ryan Murphy | 100 m rug (m)                          | Goud     |
| Zwemmen        | Ryan Murphy | 200 m rug (m)                          | Goud     |
| Zwemmen        | Michael Phelps | 200 m vlinder (m)                      | Goud     |
| Zwemmen        | Michael Phelps | 200 m wissel                           | Goud     |
| Zwemmen        | Nathan Adrian Caeleb Dressel Anthony Ervin Jimmy Feigen Ryan Held Michael Phelps Blake Pieroni                                  | 4x100 m vrij (m)                       | Goud     |
| Zwemmen        | Gunnar Bentz Jack Conger Conor Dwyer Townley Haas Ryan Lochte Michael Phelps Clark Smith                                        | 4x200 m vrij (m)                       | Goud     |
| Zwemmen        | Nathan Adrian Kevin Cordes Caeleb Dressel Cody Miller Ryan Murphy Michael Phelps David Plummer Thomas Shields                   | 4x100 m wissel (m)                     | Goud     |
| Zwemmen        | Simone Manuel | 100 m vrij (v)                         | Goud     |
| Zwemmen        | Katie Ledecky | 200 m vrij (v)                         | Goud     |
| Zwemmen        | Katie Ledecky | 400 m vrij (v)                         | Goud     |
| Zwemmen        | Katie Ledecky | 800 m vrij (v)                         | Goud     |
| Zwemmen        | Madeline Dirado | 200 m rug (v)                          | Goud     |
| Zwemmen        | Lilly King | 100 m school (v)                       | Goud     |
| Zwemmen        | Madeline Dirado Missy Franklin Katie Ledecky Melanie Margalis Cierra Runge Allison Schmitt Leah Smith                           | 4x200 m vrij (v)                       | Goud     |
| Zwemmen        | Kathleen Baker Lilly King Simone Manuel Katie Meili Olivia Smoliga Dana Vollmer Abbey Weitzeil Kelsi Worrell                    | 4x100 m wissel (v)                     | Goud     |
| Atletiek       | Justin Gatlin | 100 m (m)                              | Zilver   |
| Atletiek       | Paul Kipkemoi Chelimo | 5000 m (m)                             | Zilver   |
| Atletiek       | Evan Jager | 3000 m steeplechase (m)                | Zilver   |
| Atletiek       | Will Claye | hink-stap-springen (m)                 | Zilver   |
| Atletiek       | Joe Kovacs | kogelstoten (m)                        | Zilver   |
| Atletiek       | Tori Bowie | 100 m (v)                              | Zilver   |
| Atletiek       | Allyson Felix | 400 m (v)                              | Zilver   |
| Atletiek       | Nia Ali | 100 m horden (v)                       | Zilver   |
| Atletiek       | Brittney Reese | verspringen (v)                        | Zilver   |
| Atletiek       | Sandi Morris | polsstokhoogspringen (v)               | Zilver   |
| Boksen         | Shakur Stevenson | bantamgewicht (–56 kg) (m)             | Zilver   |
| Boogschieten   | Brady Ellison Zach Garrett Jake Kaminski                                                                                        | team (m)                               | Zilver   |
| Gymnastiek     | Danell Leyva | brug (m)                               | Zilver   |
| Gymnastiek     | Danell Leyva | rekstok (m)                            | Zilver   |
| Gymnastiek     | Lauren Hernandez | balk (v)                               | Zilver   |
| Gymnastiek     | Madison Kocian | brug ongelijk (v)                      | Zilver   |
| Gymnastiek     | Alexandra Raisman | vloer (v)                              | Zilver   |
| Gymnastiek     | Alexandra Raisman | meerkamp (v)                           | Zilver   |
| Judo           | Travis Stevens | halfmiddengewicht (–81 kg) (m)         | Zilver   |
| Paardensport   | Lucy Davis op Barron Kent Farrington op Voyeur Beezie Madden op Cortes'C McLain Ward op Azur                                    | springconcours team                    | Zilver   |
| Roeien         | Genevra Stone | skiff (v)                              | Zilver   |
| Schermen       | Alexander Massialas | floret (m)                             | Zilver   |
| Schermen       | Daryl Homer | sabel (m)                              | Zilver   |
| Schoonspringen | Sam Dorman Michael Hixon | 3 m plank synchroon (m)                | Zilver   |
| Schoonspringen | David Boudia Steele Johnson | 10 m toren synchroon (m)               | Zilver   |
| Tennis         | Rajeev Ram Venus Williams | gemengd dubbelspel                     | Zilver   |
| Wielersport    | Sarah Hammer | omnium (v)                             | Zilver   |
| Wielersport    | Kelly Catlin Chloé Dygert Sarah Hammer Jennifer Valente                                                                         | ploegachtervolging (v)                 | Zilver   |
| Wielersport    | Alise Post | bmx (v)                                | Zilver   |
| Zwemmen        | Connor Jaeger | 1500 m vrij (m)                        | Zilver   |
| Zwemmen        | Josh Prenot | 200 m school (m)                       | Zilver   |
| Zwemmen        | Michael Phelps | 100 m vlinder (m)                      | Zilver   |
| Zwemmen        | Chase Kalisz | 400 m wissel (m)                       | Zilver   |
| Zwemmen        | Simone Manuel | 50 m vrij (v)                          | Zilver   |
| Zwemmen        | Kathleen Baker | 100 m rug (v)                          | Zilver   |
| Zwemmen        | Madeline Dirado | 400 m wissel (v)                       | Zilver   |
| Zwemmen        | Katie Ledecky Simone Manuel Lia Neal Allison Schmitt Dana Vollmer Amanda Weir Abbey Weitzeil                                    | 4x100 m vrij (v)                       | Zilver   |
| Atletiek       | LaShawn Merritt | 400 m (m)                              | Brons    |
| Atletiek       | Clayton Murphy | 800 m (m)                              | Brons    |
| Atletiek       | Galen Rupp | marathon (m)                           | Brons    |
| Atletiek       | Sam Kendricks | polsstokhoogspringen (m)               | Brons    |
| Atletiek       | Tori Bowie | 200 m (v)                              | Brons    |
| Atletiek       | Jennifer Simpson | 1500 m (v)                             | Brons    |
| Atletiek       | Kristi Castlin | 100 m horden (v)                       | Brons    |
| Atletiek       | Ashley Spencer | 400 m horden (v)                       | Brons    |
| Atletiek       | Emma Coburn | 3000 m steeplechase (v)                | Brons    |
| Boksen         | Nico Miguel Hernández | lichtvlieggewicht (–49 kg) (m)         | Brons    |
| Boogschieten   | Brady Ellison | individueel (m)                        | Brons    |
| Gewichtheffen  | Sarah Robles | superzwaargewicht (+75 kg) (v)         | Brons    |
| Golf           | Matt Kuchar | mannen                                 | Brons    |
| Gymnastiek     | Alexander Naddour | paard voltige (m)                      | Brons    |
| Gymnastiek     | Simone Biles | balk (v)                               | Brons    |
| Paardensport   | Allison Brock op Rosevelt Laura Graves op Verdades Kasey Perry-Glass op Dublet Steffen Peters op Legolas 92                     | dressuur team                          | Brons    |
| Paardensport   | Phillip Dutton op Mighty Nice                                                                                                   | eventing                               | Brons    |
| Schermen       | Miles Chamley-Watson Race Imboden Alexander Massialas Gerek Meinhardt                                                           | floret team (m)                        | Brons    |
| Schermen       | Monica Aksamit Ibtihaj Muhammad Dagmara Wozniak Mariel Zagunis                                                                  | sabel team (v)                         | Brons    |
| Schietsport    | Kimberly Rhode | skeet (v)                              | Brons    |
| Schietsport    | Corey Cogdell | trap (v)                               | Brons    |
| Schoonspringen | David Boudia | 10 m toren (m)                         | Brons    |
| Taekwondo      | Jackie Galloway | zwaargewicht (+67 kg) (v)              | Brons    |
| Tennis         | Steve Johnson Jack Sock | dubbelspel (m)                         | Brons    |
| Volleybal      | April Ross Kerri Walsh-Jennings                                                                                                 | beach (v)                              | Brons    |
| Volleybal      | olympisch team | mannen                                 | Brons    |
| Volleybal      | olympisch team | vrouwen                                | Brons    |
| Worstelen      | J'den Cox | middengewicht vrije stijl (–86 kg) (m) | Brons    |
| Zeilen         | Caleb Paine | finn (m)                               | Brons    |
| Zwemmen        | Nathan Adrian | 50 m vrij (m)                          | Brons    |
| Zwemmen        | Nathan Adrian | 100 m vrij (m)                         | Brons    |
| Zwemmen        | Conor Dwyer | 200 m vrij (m)                         | Brons    |
| Zwemmen        | David Plummer | 100 m rug (m)                          | Brons    |
| Zwemmen        | Cody Miller | 100 m school (m)                       | Brons    |
| Zwemmen        | Leah Smith | 400 m vrij (v)                         | Brons    |
| Zwemmen        | Katie Meili | 100 m school (v)                       | Brons    |
| Zwemmen        | Dana Vollmer | 100 m vlinder (v)                      | Brons    |
| Zwemmen        | Madeline Dirado | 200 m wissel (v)                       | Brons    |

## Deelnemers
(m) = mannen, (v) = vrouwen, (g) = gemengd

### Atletiek
| Olympiër                                                                                            | Discipline               | Resultaat    | Prestatie |
| --------------------------------------------------------------------------------------------------- | ------------------------ | ------------ | --- |
| Marvin Bracy                                                                                        | 100 m (m)                | halve finale | kwartfinale: 10.16 (3e) halve finale: 10.08 (6e) |
| Trayvon Bromell                                                                                     | 100 m (m)                | 8e           | kwartfinale: 10.13 (2e) halve finale: 10.01 (3e) finale: 10.06 (8e) |
| Justin Gatlin                                                                                       | 100 m (m)                | Zilver       | kwartfinale: 10.01 (1e) halve finale: 9.94 (1e) finale: 9.89 (2e) |
| Justin Gatlin                                                                                       | 200 m (m)                | halve finale | series: 20.42 (1e) halve finale: 20.13 (3e) |
| LaShawn Merritt                                                                                     | 200 m (m)                | 6e           | series: 20.13 (1e) halve finale: 19.94 (1e) finale: 20.19 (6e) |
| Ameer Webb                                                                                          | 200 m (m)                | halve finale | series: 20.31 (3e) halve finale: 20.43 (6e) |
| LaShawn Merritt                                                                                     | 400 m (m)                | Brons        | series: 45.28 (1e) halve finale: 44.21 (2e) finale: 43.85 (3e) |
| Gil Roberts                                                                                         | 400 m (m)                | halve finale | series: 45.27 (2e) halve finale: 44.65 (4e) |
| David Verburg                                                                                       | 400 m (m)                | halve finale | series: 45.48 (4e) halve finale: 45.61 (5e) |
| Boris Berian                                                                                        | 800 m (m)                | 8e           | series: 1:45.87 (3e) halve finale: 1:44.56 (2e) finale: 1:46.15 (8e) |
| Charles Jock                                                                                        | 800 m (m)                | series       | series: 1:47.06 (6e) |
| Clayton Murphy                                                                                      | 800 m (m)                | Brons        | series: 1:46.18 (4e) halve finale: 1:44.30 (2e) finale: 1:42.93 (3e) |
| Robby Andrews                                                                                       | 1500 m (m)               | halve finale | series: 3:46.97 (3e) halve finale: DSQ |
| Ben Blankenship                                                                                     | 1500 m (m)               | 8e           | series: 3:38.92 (9e) halve finale: 3:39.99 (4e) finale: 3:51.09 (8e) |
| Matthew Centrowitz                                                                                  | 1500 m (m)               | Goud         | series: 3:39.31 (5e) halve finale: 3:39.61 (3e) finale: 3:50.00 (1e) |
| Paul Chelimo                                                                                        | 5000 m (m)               | Zilver       | series: 13:19.54 (1e) finale: 13:03.90 (2e) |
| Bernard Lagat                                                                                       | 5000 m (m)               | 5e           | series: 13:26.02 (5e) finale: 13:06.78 (5e) |
| Hassan Mead                                                                                         | 5000 m (m)               | 11e          | series: 13:34.27 (13e) finale: 13:09.81 (11e) |
| Shadrack Kipchirchir                                                                                | 10000 m (m)              | 19e          | 27:58.32 (19e) |
| Leonard Korir                                                                                       | 10000 m (m)              | 14e          | 27:35.65 (14e) |
| Galen Rupp                                                                                          | 10000 m (m)              | 5e           | 27:08.92 (5e) |
| Devon Allen                                                                                         | 110 m horden (m)         | 5e           | series: 13.41 (2e) halve finale: 13.36 (3e) finale: 13.31 (5e) |
| Ronnie Ash                                                                                          | 110 m horden (m)         | 8e           | series: 13.31 (1e) halve finale: 13.36 (2e) finale: 13.45 (8e) |
| Jeffrey Porter                                                                                      | 110 m horden (m)         | halve finale | series: 13.50 (2e) halve finale: 13.45 (3e) |
| Kerron Clement                                                                                      | 400 m horden (m)         | Goud         | series: 49.17 (3e) halve finale: 48.26 (1e) finale: 47.73 (1e) |
| Byron Robinson                                                                                      | 400 m horden (m)         | halve finale | series: 48.98 (3e) halve finale: 48.65 (3e) |
| Michael Tinsley                                                                                     | 400 m horden (m)         | series       | series: 50.18 (6e) |
| Hillary Bor                                                                                         | 3000 m steeplechase (m)  | 9e           | series: 8:25.01 (1e) finale: 8:22.74 (9e) |
| Donald Cabral                                                                                       | 3000 m steeplechase (m)  | 10e          | series: 8:21.96 (3e) finale: 8:25.81 (10e) |
| Evan Jager                                                                                          | 3000 m steeplechase (m)  | Zilver       | series: 8:25.86 (1e) finale: 8:04.28 (2e) |
| Trayvon Bromell Justin Gatlin Tyson Gay Mike Rodgers                                                | 4x100 m (m)              | finale       | series: 37.65 (1e) finale: DSQ |
| Kyle Clemons Arman Hall Tony McQuay LaShawn Merritt Gil Roberts David Verburg                       | 4x400 m (m)              | Goud         | series: 2:58.38 (2e) finale: 2:57.30 (1e) |
| Meb Keflezighi                                                                                      | marathon (m)             | 33e          | 2:16:46 (33e) |
| Galen Rupp                                                                                          | marathon (m)             | Brons        | 2:10:05 (3e) |
| Jared Ward                                                                                          | marathon (m)             | 6e           | 2:11:30 (6e) |
| John Nunn                                                                                           | 50 km snelwandelen (m)   | 43e          | 4:16:12 (43e) |
| Mike Hartfield                                                                                      | verspringen (m)          | 25e          | kwalificaties: 7,66 m (25e) |
| Jeff Henderson                                                                                      | verspringen (m)          | Goud         | kwalificaties: 8,20 m (2e) finale: 8,38 m (1e) |
| Jarrion Lawson                                                                                      | verspringen (m)          | 4e           | kwalificaties: 7,99 m (7e) finale: 8,25 m (4e) |
| Chris Benard                                                                                        | hink-stap-springen (m)   | 16e          | kwalificaties: 16,55 m (16e) |
| Will Claye                                                                                          | hink-stap-springen (m)   | Zilver       | series: 17,05 m (3e) finale: 17,76 m (2e) |
| Christian Taylor                                                                                    | hink-stap-springen (m)   | Goud         | kwalificaties: 17,24 m (1e) finale: 17,86 m (1e) |
| Erik Kynard                                                                                         | hoogspringen (m)         | 6e           | kwalificaties: 2,29 m (5e) finale: 2,36 m (6e) |
| Bradley Adkins                                                                                      | hoogspringen (m)         | 21e          | kwalificaties: 2,26 m (21e) |
| Ricky Robertson                                                                                     | hoogspringen (m)         | 17e          | kwalificaties: 2,26 m (17e) |
| Logan Cunningham                                                                                    | polsstokhoogspringen (m) | 28e          | kwalificaties: 5,30 m (28e) |
| Sam Kendricks                                                                                       | polsstokhoogspringen (m) | Brons        | kwalificaties: 5,70 m (1e) finale: 5,85 m (3e) |
| Cale Simmons                                                                                        | polsstokhoogspringen (m) | 28e          | kwalificaties: 5,30 m (28e) |
| Ryan Crouser                                                                                        | kogelstoten (m)          | Goud         | kwalificaties: 21,59 m (1e) finale: 22,52 m (1e, OR) |
| Darrell Hill                                                                                        | kogelstoten (m)          | 23e          | kwalificaties: 19,56 m (23e) |
| Joe Kovacs                                                                                          | kogelstoten (m)          | Zilver       | kwalificaties: 20,73 m (5e) finale: 21,78 m (2e) |
| Tavis Bailey                                                                                        | discuswerpen (m)         | 26e          | kwalificaties: 59,81 m (26e) |
| Andrew Evans                                                                                        | discuswerpen (m)         | 16e          | kwalificaties: 61,87 m (16e) |
| Mason Finley                                                                                        | discuswerpen (m)         | 11e          | kwalificaties: 63,68 m (6e) finale: 62,05 m (11e) |
| Sam Crouser                                                                                         | speerwerpen (m)          | 34e          | kwalificaties: 73,78 m (34e) |
| Sean Furey                                                                                          | speerwerpen (m)          | 35e          | kwalificaties: 72,61 m (35e) |
| Cyrus Hostetler                                                                                     | speerwerpen (m)          | 20e          | kwalificaties: 79,76 m (20e) |
| Kibwe Johnson                                                                                       | kogelslingeren (m)       | 31e          | kwalificaties: NM |
| Conor McCullough                                                                                    | kogelslingeren (m)       | 16e          | kwalificaties: 72,88 m (16e) |
| Rudy Winkler                                                                                        | kogelslingeren (m)       | 18e          | kwalificaties: 71,89 m (18e) |
| Ashton Eaton                                                                                        | tienkamp                 | Goud         | 100 m: 10.46 (2e, 985 punten) verspringen: 7,94 m (1e, 1045 punten) kogelstoten: 14,73 m (10e, 773 punten) hoogspringen: 2,01 m (14e, 813 punten) 400 m: 46,07 (1e, 1005 punten) 110 m horden: 13.80 (2e, 1000 punten) discuswerpen: 45,49 m (8e, 777 punten) polsstokhoogspringen: 5,20 m (3e, 972 punten) speerwerpen: 59,77 m (18e, 734 punten) 1500 m: 4:23.33 (4e, 789 punten) totaal: 8893 punten (1e, OR) |
| Jeremy Taiwo                                                                                        | tienkamp                 | 11e          | 100 m: 11.01 (20e, 858 punten) verspringen: 7,45 m (12e, 922 punten) kogelstoten: 14,92 m (6e, 785 punten) hoogspringen: 2,19 m (1e, 982 punten) 400 m: 48.78 (12e, 872 punten) 110 m horden: 14.57 (13e, 902 punten) discuswerpen: 39.91 (22e) polsstokhoogspringen: 5,00 m (8e, 910 punten) speerwerpen: 51,29 m (23e, 608 punten) 1500 m: 4:21.96 (3e, 798 punten) totaal: 8300 punten (11e)                  |
| Zach Ziemek                                                                                         | tienkamp                 | 7e           | 100 m: 10.71 (3e, 926 punten) verspringen: 7,49 m (9e, 932 punten) kogelstoten: 13,44 m (25e, 694 punten) hoogspringen: 2,10 m (5e, 896 punten) 400 m: 49.83 (21e, 822 punten) 110 m horden: 14.77 (17e, 878 punten) discuswerpen: 49,42 m (3e, 858 punten) polsstokhoogspringen: 5,20 m (3e, 972 punten) speerwerpen: 60,92 m (15e, 752 punten) 1500 m: 4:42.97 (8e, 662 punten) totaal: 8392 punten (7e)       |
| |                          |              | |
| Tianna Bartoletta                                                                                   | 100 m (v)                | halve finale | kwartfinale: 11.23 (1e) halve finale: 11.00 (4e) |
| English Gardner                                                                                     | 100 m (v)                | 6e           | kwartfinale: 11.09 (1e) halve finale: 10.90 (2e) finale: 10.94 (6e) |
| Tori Bowie                                                                                          | 100 m (v)                | Zilver       | kwartfinale: 11.13 (1e) halve finale: 10.90 (1e) halve finale: 10.83 (2e) |
| Tori Bowie                                                                                          | 200 m (v)                | Brons        | series: 22.47 (1e) halve finale: 22.13 (1e) finale: 22.15 (3e) |
| Jenna Prandini                                                                                      | 200 m (v)                | halve finale | series: 22.62 (1e) halve finale: 22.55 (4e) |
| Deajah Stevens                                                                                      | 200 m (v)                | 7e           | series: 22.45 (1e) halve finale: 22.38 (3e) finale: 22.65 (7e) |
| Allyson Felix                                                                                       | 400 m (v)                | Zilver       | series: 51.24 (1e) halve finale: 49.67 (1e) finale: 49.51 (2e) |
| Phyllis Francis                                                                                     | 400 m (v)                | 5e           | series: 50.58 (1e) halve finale: 50.31 (1e) finale: 50.41 (5e) |
| Natasha Hastings                                                                                    | 400 m (v)                | 4e           | series: 51.31 (1e) halve finale: 49.90 (2e) finale: 50.34 (4e) |
| Kate Grace                                                                                          | 800 m (v)                | 8e           | series: 1:59.96 (3e) halve finale: 1:58.79 (3e) finale: 1:59.57 (8e) |
| Chrishuna Williams                                                                                  | 800 m (v)                | series       | series: 2:01.19 (6e) |
| Ajee Wilson                                                                                         | 800 m (v)                | halve finale | series: 1:59.44 (2e) halve finale: 1:59.75 (3e) |
| Brenda Martinez                                                                                     | 1500 m (v)               | halve finale | series: 4:11.74 (3e) halve finale: 4:10.41 (12e) |
| Shannon Rowbury                                                                                     | 1500 m (v)               | 4e           | series: 4:06.47 (2e) halve finale: 4:04.46 (3e) finale: 4:11.05 (4e) |
| Jennifer Simpson                                                                                    | 1500 m (v)               | Brons        | series: 4:06.99 (4e) halve finale: 4:05.07 (4e) finale: 4:10.53 (3e) |
| Kim Conley                                                                                          | 5000 m (v)               | series       | series: 15:36.00 (12e) |
| Abbey D'Agostino                                                                                    | 5000 m (v)               | finale       | series: 17:10.02 (16e) finale: DNS |
| Shelby Houlihan                                                                                     | 5000 m (v)               | 11e          | series: 15:19.76 (4e) finale: 15:08.89 (11e) |
| Marielle Hall                                                                                       | 10000 m (v)              | 33e          | 32:39.32 (33e) |
| Molly Huddle                                                                                        | 10000 m (v)              | 6e           | 30:13.17 (6e, NR) |
| Emily Infeld                                                                                        | 10000 m (v)              | 11e          | 31:26.94 (11e) |
| Nia Ali                                                                                             | 100 m horden (v)         | Zilver       | series: 12.76 (1e) halve finale: 12.65 (1e) finale: 12.59 (2e) |
| Kristi Castlin                                                                                      | 100 m horden (v)         | Brons        | series: 12.68 (1e) halve finale: 12.63 (1e) finale: 12.61 (3e) |
| Brianna Rollins                                                                                     | 100 m horden (v)         | Goud         | series: 12.54 (1e) halve finale: 12.47 (1e) finale: 12.48 (1e) |
| Sydney McLaughlin                                                                                   | 400 m horden (v)         | halve finale | series: 56.32 (5e) halve finale: 56.22 (5e) |
| Dalilah Muhammad                                                                                    | 400 m horden (v)         | Goud         | series: 55.33 (1e) halve finale: 53.89 (1e) finale: 53.13 (1e) |
| Ashley Spencer                                                                                      | 400 m horden (v)         | Brons        | series: 55.12 (1e) halve finale: 54.87 (1e) finale: 53.72 (3e) |
| Emma Coburn                                                                                         | 3000 m steeplechase (v)  | Brons        | series: 9:18.12 (2e) finale: 9:07.63 (3e, NR) |
| Courtney Frerichs                                                                                   | 3000 m steeplechase (v)  | 11e          | series: 9:27.02 (3e) halve finale: 9:22.87 (11e) |
| Colleen Quigley                                                                                     | 3000 m steeplechase (v)  | 8e           | series: 9:21.82 (4e) halve finale: 9:21.10 (8e) |
| Morolake Akinosun Tianna Bartoletta Tori Bowie Allyson Felix English Gardner                        | 4x100 m (v)              | Goud         | series: 41.77 (1eher) finale: 41.01 (1e) |
| Taylor Ellis-Watson Allyson Felix Phyllis Francis Natasha Hastings Francena McCorory Courtney Okolo | 4x400 m (v)              | Goud         | series: 3:21.42 (1e) finale: 3:19.06 (1e) |
| Amy Cragg                                                                                           | marathon (v)             | 9e           | 2:28:25 (9e) |
| Shalane Flanagan                                                                                    | marathon (v)             | 6e           | 2:25:26 (6e) |
| Desiree Linden                                                                                      | marathon (v)             | 7e           | 2:26:08 (7e) |
| Miranda Melville                                                                                    | 20 km snelwandelen (v)   | 34e          | 1:35:48 (34e) |
| Maria Michta-Coffey                                                                                 | 20 km snelwandelen (v)   | 22e          | 1:33:36 (22e) |
| Tianna Bartoletta                                                                                   | verspringen (v)          | Goud         | kwalificaties: 6,70 m (5e) finale: 7,17 m (1e) |
| Janay DeLoach                                                                                       | verspringen (v)          | 13e          | kwalificaties: 6,50 m (13e) |
| Brittney Reese                                                                                      | verspringen (v)          | Zilver       | kwalificaties: 6,78 m (3e) finale: 7,15 m (2e) |
| Christina Epps                                                                                      | hink-stap-springen (v)   | 15e          | kwalificaties: 14,01 m (15e) |
| Andrea Geubelle                                                                                     | hink-stap-springen (v)   | 21e          | kwalificaties: 13,93 m (21e) |
| Keturah Orji                                                                                        | hink-stap-springen (v)   | 4e           | kwalificaties: 14,08 m (12e) finale: 14,71 m (4e, NR) |
| Vashti Cunningham                                                                                   | hoogspringen (v)         | 13e          | kwalificaties: 1,94 m (14e) finale: 1,88 m (13e) |
| Chaunté Lowe                                                                                        | hoogspringen (v)         | 4e           | kwalificaties: 1,94 m (1e) finale: 1,97 m (4e) |
| Inika McPherson                                                                                     | hoogspringen (v)         | 10e          | kwalificaties: 1,94 m (1e) finale: 1,93 m (10e) |
| Sandi Morris                                                                                        | polsstokhoogspringen (v) | Zilver       | kwalificaties: 4,55 m (8e) finale: 4,85 m (2e) |
| Jennifer Suhr                                                                                       | polsstokhoogspringen (v) | 7e           | kwalificaties: 4,60 m (2e) finale: 4,60 m (7e) |
| Alexis Weeks                                                                                        | polsstokhoogspringen (v) | 19e          | kwalificaties: 4,45 m (19e) |
| Michelle Carter                                                                                     | kogelstoten (v)          | Goud         | kwalificaties: 19,01 m (3e) finale: 20,63 m (1e) |
| Felisha Johnson                                                                                     | kogelstoten (v)          | 14e          | kwalificaties: 17,69 m (14e) |
| Raven Saunders                                                                                      | kogelstoten (v)          | 5e           | kwalificaties: 18,83 m (4e) finale: 19,35 m (5e) |
| Whitney Ashley                                                                                      | discuswerpen (v)         | —            | kwalificaties: NM |
| Kelsey Card                                                                                         | discuswerpen (v)         | 25e          | kwalificaties: 56,41 m (25e) |
| Shelbi Vaughan                                                                                      | discuswerpen (v)         | 29e          | kwalificaties: 53,33 m (29e) |
| Brittany Borman                                                                                     | speerwerpen (v)          | 27e          | kwalificaties: 56,04 m (27e) |
| Maggie Malone                                                                                       | speerwerpen (v)          | 25e          | kwalificaties: 56,47 m (25e) |
| Kara Winger                                                                                         | speerwerpen (v)          | 13e          | kwalificaties: 61,02 m (13e) |
| Gwen Berry                                                                                          | kogelslingeren (v)       | 14e          | kwalificaties: 69,90 m (14e) |
| Amber Campbell                                                                                      | kogelslingeren (v)       | 6e           | kwalificaties: 71,09 m (8e) finale: 72,74 m (6e) |
| Deanna Price                                                                                        | kogelslingeren (v)       | 8e           | kwalificaties: 70,79 m (9e) finale: 70,95 m (8e) |
| Heather Miller-Koch                                                                                 | zevenkamp                | 18e          | 100 m horden: 13.56 (1041 punten) hoogspringen: 1,80 m (978 punten) kogelstoten: 12,91 m (721 punten) 200 m: 24.97 (890 punten) verspringen: 6,16 m (899 punten) speerwerpen: 40,25 m (672 punten) 800 m: 2:06.82 (1012 punten) totaal: 6213 punten (18e) |
| Barbara Nwaba                                                                                       | zevenkamp                | 12e          | 100 m horden: 13.81 (1005 punten) hoogspringen: 1,83 m (1016 punten) kogelstoten: 14,81 m (848 punten) 200 m: 24.77 (908 punten) verspringen: 5,81 m (792 punten) speerwerpen: 46,85 m (799 punten) 800 m: 2:11.61 (941 punten) totaal: 6309 punten (12e) |
| Kendell Williams                                                                                    | zevenkamp                | 17e          | 100 m horden: 13.04 (1118 punten) hoogspringen: 1,83 m (1016 punten) kogelstoten: 11,21 m (609 punten) 200 m: 24.09 (972 punten) verspringen: 6,31 m (946 punten) speerwerpen: 40,93 m (685 punten) 800 m: 2:16.24 (875 punten) totaal: 6211 punten (17e) |

### Badminton
| Olympiër                         | Discipline     | Resultaat  | Prestatie |
| -------------------------------- | -------------- | ---------- | --- |
| Howard Shu                       | enkelspel (m)  | groepsfase | groepsfase verloor van Tommy Sugiarto (14–21, 10–21) verloor van Osleni Guerrero (16–21, 15–21)                                        |
| Phillip Chew Sattawat Pongnairat | dubbelspel (m) | groepsfase | groepsfase verloren van Fu – Zhang verloren van Goh – Tan (12–21, 10–21) verloren van Fuchs – Schöttler (14–21, 14–21)                 |
|                                  |                |            | |
| Iris Wang                        | enkelspel (v)  | groepsfase | groepsfase won van Lianne Tan (21–17, 20–22, 21–14) won van Telma Santos (18–21, 21–10, 21–12) verloor van Li Xuerui (16–21, 12–21)    |
| Eva Lee Paula Lynn Obanana       | dubbelspel (v) | groepsfase | groepsfase verloren van Jung – Shin (14–21, 12–21) verloren van Juhl – Pedersen (9–21, 6–21) verloren van Luo – Luo (14–21, 15–21)     |
|                                  |                |            | |
| Phillip Chew Jamie Subandhi      | dubbelspel (g) | groepsfase | groepsfase verloren van Ko – Kim (10–21, 12–21) verloren van Kazuno – Kurihara (6–21, 12–21) verloren van Arends – Piek (15–21, 19–21) |

### Basketbal

#### Mannen
| Olympiërs | Onderdeel | Resultaat | Prestatie     |
| --- | --------- | --------- | ------------- |
| Jimmy Butler Kevin Durant DeAndre Jordan Kyle Lowry Harrison Barnes DeMar DeRozan Kyrie Irving Klay Thompson DeMarcus Cousins Paul George Draymond Green Carmelo Anthony | mannen    | Goud      | zie hieronder |

| Groep A |                  |             |             |             |            |            |            |        |
| №       | Land             | Wedstrijden | Wedstrijden | Wedstrijden | Doelpunten | Doelpunten | Doelpunten | Punten |
| №       | Land             | G           | W           | V           | V          | T          | Saldo      | Punten |
| 1       | Verenigde Staten | 5           | 5           | 0           | 524        | 407        | +117       | 10     |
| 2       | Australië        | 5           | 4           | 1           | 444        | 368        | +76        | 9      |
| 3       | Frankrijk        | 5           | 3           | 2           | 423        | 378        | +45        | 8      |
| 4       | Servië           | 5           | 2           | 3           | 426        | 387        | +39        | 7      |
| 5       | Venezuela        | 5           | 1           | 4           | 315        | 444        | –129       | 6      |
| 6       | China            | 5           | 0           | 5           | 318        | 466        | –148       | 5      |

| Ronde        | Datum       | Lokale tijd | MEZT           | Plaats           | Land             | Score            | Land             |
| ------------ | ----------- | ----------- | -------------- | ---------------- | ---------------- | ---------------- | ---------------- |
| Groepsfase   |             |             |                |                  |                  |                  |                  |
| 6 augustus   | 19:00       | 00:00       | Rio de Janeiro | China            | 62–119           | Verenigde Staten |                  |
| 8 augustus   | 19:00       | 00:00       | Rio de Janeiro | Verenigde Staten | 113–69           | Venezuela        |                  |
| 10 augustus  | 19:00       | 00:00       | Rio de Janeiro | Australië        | 88–98            | Verenigde Staten |                  |
| 12 augustus  | 19:00       | 00:00       | Rio de Janeiro | Verenigde Staten | 94–91            | Servië           |                  |
| 14 augustus  | 14:15       | 19:15       | Rio de Janeiro | Verenigde Staten | 100–97           | Frankrijk        |                  |
| Kwartfinale  | 17 augustus | 18:45       | 23:45          | Rio de Janeiro   | Verenigde Staten | 105–78           | Argentinië       |
| Halve finale | 19 augustus | 15:30       | 20:30          | Rio de Janeiro   | Spanje           | 76–82            | Verenigde Staten |
| Finale       | 21 augustus | 15:45       | 20:45          | Rio de Janeiro   | Servië           | 66–96            | Verenigde Staten |

#### Vrouwen
| Olympiër | Onderdeel | Resultaat | Prestatie     |
| --- | --------- | --------- | ------------- |
| Seimone Augustus Sue Bird Tamika Catchings Tina Charles Elena Delle Donne Sylvia Fowles Brittney Griner Angel McCoughtry Maya Moore Breanna Stewart Diana Taurasi Lindsay Whalen | vrouwen   | Goud      | zie hieronder |

| Groep B |                  |             |             |             |        |        |        |        |
| #       | Land             | Wedstrijden | Wedstrijden | Wedstrijden | Punten | Punten | Punten | Punten |
| #       | Land             | G           | W           | V           | V      | T      | Saldo  | Punten |
| 1       | Verenigde Staten | 5           | 5           | 0           | 520    | 316    | +204   | 10     |
| 2       | Spanje           | 5           | 4           | 1           | 387    | 333    | +54    | 9      |
| 3       | Canada           | 5           | 3           | 2           | 340    | 347    | –7     | 8      |
| 4       | Servië           | 5           | 2           | 3           | 385    | 406    | –21    | 7      |
| 5       | China            | 5           | 1           | 4           | 371    | 428    | –57    | 6      |
| 6       | Senegal          | 5           | 0           | 5           | 309    | 482    | –173   | 5      |

| Ronde        | Datum       | Lokale tijd | MEZT           | Plaats           | Land             | Score            | Land             |
| Groepsfase   |             |             |                |                  |                  |                  |                  |
| ------------ | ----------- | ----------- | -------------- | ---------------- | ---------------- | ---------------- | ---------------- |
| Groepsfase   | 7 augustus  | 12:00       | 17:00          | Rio de Janeiro   | Verenigde Staten | 121–56           | Senegal          |
| Groepsfase   | 8 augustus  | 12:00       | 17:00          | Rio de Janeiro   | Spanje           | 63–103           | Verenigde Staten |
| Groepsfase   | 10 augustus | 15:30       | 20:30          | Rio de Janeiro   | Verenigde Staten | 110–84           | Servië           |
| Groepsfase   | 12 augustus | 15:30       | 20:30          | Rio de Janeiro   | Canada           | 51–81            | Verenigde Staten |
| Groepsfase   | 14 augustus | 12:15       | 17:15          | Rio de Janeiro   | China            | 62–105           | Verenigde Staten |
| Kwartfinale  |             |             |                |                  |                  |                  |                  |
| 16 augustus  | 18:45       | 23:45       | Rio de Janeiro | Verenigde Staten | 110–64           | Japan            |                  |
| Halve finale |             |             |                |                  |                  |                  |                  |
| 18 augustus  | 19:00       | 00:00       | Rio de Janeiro | Frankrijk        | 67–86            | Verenigde Staten |                  |
| Finale       |             |             |                |                  |                  |                  |                  |
| 20 augustus  | 15:30       | 20:30       | Rio de Janeiro | Verenigde Staten | 101–72           | Spanje           |                  |

### Boksen
| Olympiër              | Discipline | Resultaat    | Prestatie |
| --------------------- | ---------- | ------------ | --- |
| Nico Hernández        | –49 kg (m) | Brons        | eerste ronde won van Manuel Cappai (3–0) tweede ronde won van Vasili Jegorov (3–0) kwartfinale won van Carlos Quipo (3–0) halve finale verloor van Hasanboy Doesmatov (0–3)           |
| Antonio Vargas        | –52 kg (m) | tweede ronde | eerste ronde won van Neto (2–0) tweede ronde verloor van Shakhobidin Zoirov (0–3) |
| Shakur Stevenson      | –56 kg (m) | Zilver       | tweede ronde won van Robenílson de Jesus (3–0) kwartfinale won van Erdenebatyn Tsendbaatar (3–0) halve finale won van Vladimir Nikitin (w/o) finale verloor van Robeisy Ramírez (1–2) |
| Carlos Balderas       | –60 kg (m) | kwartfinale  | eerste ronde won van Berik Abdrakhmanov (3–0) tweede ronde won van Daisuke Narimatsu (3–0) kwartfinale verloor van Lázaro Álvarez (0–3)                                               |
| Gary Antuanne Russell | –64 kg (m) | kwartfinale  | eerste ronde won van Richardson Hitchins (3–0) tweede ronde won van Wuttichai Masuk (2–1) kwartfinale verloor van Fazliddin Gaibnazarov (1–2)                                         |
| Charles Conwell       | –75 kg (m) | eerste ronde | eerste ronde verloor van Vikas Krishan Yadav (0–3) |
|                       |            |              | |
| Mikaela Mayer         | –60 kg (v) | kwartfinale  | eerste ronde won van Jennifer Chieng (3–0) kwartfinale verloor van Anastasia Beljakova (0–2)                                                                                          |
| Claressa Shields      | –75 kg (v) | Goud         | kwartfinale won van Jaroslava Jakoesjina (3–0) halve finale won van Dariga Shakimova (3–0) finale won van Nouchka Fontijn (3–0)                                                       |

### Boogschieten
| Olympiër                                 | Discipline      | Resultaat    | Prestatie |
| ---------------------------------------- | --------------- | ------------ | --- |
| Brady Ellison                            | individueel (m) | Brons        | plaatsingsronde: 690 punten (2e) eerste ronde won van Ali El Ghrari (6–0) tweede ronde won van Jake Kaminski (6–2) derde ronde won van Zach Garrett (6–4) kwartfinale won van Takaharu Furukawa (6–2) halve finale verloor van Ku Bon-chan (5–6) bronzen finale won van Sjef van den Berg (6–2) |
| Zach Garrett                             | individueel (m) | derde ronde  | plaatsingsronde: 674 punten (15e) eerste ronde won van Haziq Kamaruddin (6–0) tweede ronde won van Crispin Duenas derde ronde verloor van Brady Ellison (4–6) |
| Jake Kaminski                            | individueel (m) | tweede ronde | plaatsingsronde: 660 punten (31e) eerste ronde won van Marcus Vinicius D'Almeida (6–2) tweede ronde verloor van Brady Ellison (2–6) |
| Brady Ellison Zach Garrett Jake Kaminski | team (m)        | Zilver       | plaatsingsronde: 2024 punten (2e) kwartfinale wonnen van Indonesië (6–2) halve finale wonnen van China (6–0) finale verloren van Zuid-Korea (0–6) |
|                                          |                 |              | |
| Mackenzie Brown                          | individueel (v) | tweede ronde | plaatsingsronde: 641 punten (19e) eerste ronde won van Claudia Mandia (6–4) tweede ronde verloor van Htwe San Yu (3–7) |

### Gewichtheffen
| Olympiër        | Discipline | Resultaat | Prestatie                                                       |
| --------------- | ---------- | --------- | --------------------------------------------------------------- |
| Kendrick Farris | –94 kg (m) | 11e       | trekken: 160 kg (11e) stoten: 197 kg (11e) totaal: 357 kg (11e) |
|                 |            |           |                                                                 |
| Morghan King    | –48 kg (v) | 6e        | trekken: 83 kg (5e) stoten: 100 kg (6e) totaal: 183 kg (6e)     |
| Jenny Arthur    | –75 kg (v) | 6e        | trekken: 107 kg (6e) stoten: 135 kg (5e) totaal: 242 kg (6e)    |
| Sarah Robles    | +75 kg (v) | Brons     | trekken: 126 kg (3e) stoten: 160 kg (4e) totaal: 286 kg (3e)    |

### Golf
| Olympiër      | Discipline | Resultaat | Prestatie                    |
| ------------- | ---------- | --------- | ---------------------------- |
| Rickie Fowler | mannen     | 37e       | totaal: 284 punten (par E)   |
| Matt Kuchar   | mannen     | Brons     | totaal: 271 punten (par −13) |
| Patrick Reed  | mannen     | 11e       | totaal: 278 punten (par −6)  |
| Bubba Watson  | mannen     | 8e        | totaal: 277 punten (par −8)  |
|               |            |           |                              |
| Stacy Lewis   | vrouwen    | 4e        | totaal: 275 punten (par −9)  |
| Gerina Piller | vrouwen    | 11e       | totaal: 278 punten (par −6)  |
| Lexi Thompson | vrouwen    | 19e       | totaal: 281 punten (par −3)  |

### Gymnastiek
| Olympiër                                                                 | Discipline               | Resultaat | Prestatie |
| ------------------------------------------------------------------------ | ------------------------ | --------- | --- |
| Chris Brooks                                                             | meerkamp individueel (m) | 14e       | vloer: 14,600 paard voltige: 13,200 ringen: 14,633 sprong: 14,933 brug: 15,066 rekstok: 15,200 totaal: 87,632 (14e) |
| Jake Dalton                                                              | vloer (m)                | 6e        | 15,133 punten (6e) |
| Danell Leyva                                                             | brug (m)                 | Zilver    | 15,900 punten (2e) |
| Danell Leyva                                                             | rekstok (m)              | Zilver    | 15,500 punten (2e) |
| Sam Mikulak                                                              | meerkamp individueel (m) | 7e        | vloer: 15,200 paard voltige: 14,600 ringen: 14,366 sprong: 14,566 brug: 15,766 rekstok: 15,133 totaal: 89,631 (7e) |
| Sam Mikulak                                                              | vloer (m)                | 8e        | 14,133 punten (8e) |
| Sam Mikulak                                                              | rekstok (m)              | 4e        | 15,400 punten (4e) |
| Alex Naddour                                                             | paard voltige (m)        | Brons     | 15,700 punten (3e) |
| Chris Brooks Jake Dalton Danell Leyva Sam Mikulak Alex Naddour           | meerkamp team (m)        | 5e        | kwalificaties vloer: 46,100 paard voltige: 42,999 ringen: 44,466 sprong: 45,333 brug: 46,275 rekstok: 45,232 totaal: 270,405 (2e) finale vloer: 43,757 paard voltige: 43,699 ringen: 44,465 sprong: 45,865 brug: 46,333 rekstok: 44,441 totaal: 268,560 (5e) |
| Logan Dooley                                                             | trampoline (m)           | 11e       | kwalificaties: 106,055 punten (11e) |
|                                                                          |                          |           | |
| Simone Biles VS                                                          | meerkamp individueel (v) | Goud      | sprong: 15,866 brug ongelijk: 14,966 balk: 15,433 vloer: 15,933 totaal: 62,198 (1e) |
| Simone Biles VS                                                          | sprong (v)               | Goud      | 15,966 punten (1e) |
| Simone Biles VS                                                          | balk (v)                 | Brons     | 14,733 punten (3e) |
| Simone Biles VS                                                          | vloer (v)                | Goud      | 15,966 punten (1e) |
| Gabby Douglas                                                            | brug ongelijk (v)        | 7e        | 15,066 punten (7e) |
| Laurie Hernandez                                                         | balk (v)                 | Zilver    | 15,333 punten (2e) |
| Madison Kocian                                                           | brug ongelijk (v)        | Zilver    | 15,833 punten (2e) |
| Aly Raisman                                                              | meerkamp individueel (v) | Zilver    | sprong: 15,633 brug ongelijk: 14,166 balk: 14,866 vloer: 15,433 totaal: 60,098 (2e) |
| Aly Raisman                                                              | vloer (v)                | Zilver    | 15,500 punten (2e) |
| Simone Biles Gabby Douglas Laurie Hernandez Madison Kocian Aly Raisman   | meerkamp team (v)        | Goud      | kwalificaties sprong: 46,966 brug ongelijk: 46,632 balk: 45,832 vloer: 45,808 totaal: 185,238 (1e) finale sprong: 46,866 brug ongelijk: 46,499 balk: 45,533 vloer: 45,999 totaal: 184,897 (1e)                                                               |
| Laura Zeng                                                               | ritmisch individueel (v) | 11e       | kwalificaties hoepel: 17,650 bal: 17,666 knotsen: 17,700 lint: 16,825 totaal: 69,841 (11e) |
| Kiana Eide Alisa Kano Natalie McGiffert Monica Rokhman Kristen Shaldybin | ritmisch team (v)        | 14e       | kwalificaties 5 linten: 13,980 3 knotsen, 2 hoepels: 16,316 totaal: 30,296 (14e) |
| Nicole Ahsinger                                                          | trampoline (v)           | 15e       | kwalificaties: 95,455 punten (15e) |

### Hockey
| Olympiër | Onderdeel | Resultaat   | Prestatie     |
| --- | --------- | ----------- | ------------- |
| Stefanie Fee Melissa Gonzalez Kelsey Kolojejchick Rachel Dawson Michelle Vittese Jill Witmer Julia Reinprecht Katie Reinprecht Katie O'Donnell Michelle Kasold Katelyn Falgowski Kathleen Sharkey Lauren Crandall Caitlin Van Sickle Alyssa Manley Jaclyn Kintzer | vrouwen   | kwartfinale | zie hieronder |

| Groep B |                  |             |             |             |             |            |            |            |        |
| #       | Land             | Wedstrijden | Wedstrijden | Wedstrijden | Wedstrijden | Doelpunten | Doelpunten | Doelpunten | Punten |
| #       | Land             | G           | W           | G           | V           | V          | T          | Saldo      | Punten |
| 1       | Groot-Brittannië | 5           | 5           | 0           | 0           | 12         | 4          | +8         | 15     |
| 2       | Verenigde Staten | 5           | 4           | 0           | 1           | 14         | 5          | +9         | 12     |
| 3       | Australië        | 5           | 3           | 0           | 2           | 11         | 5          | +6         | 9      |
| 4       | Argentinië       | 5           | 2           | 0           | 3           | 12         | 6          | +6         | 6      |
| 5       | Japan            | 5           | 0           | 1           | 4           | 3          | 16         | −13        | 1      |
| 6       | India            | 5           | 0           | 1           | 4           | 3          | 19         | −16        | 1      |

| Ronde       | Datum       | Lokale tijd | MEZT           | Plaats           | Land             | Score            | Land      |
| ----------- | ----------- | ----------- | -------------- | ---------------- | ---------------- | ---------------- | --------- |
| Groepsfase  |             |             |                |                  |                  |                  |           |
| 6 augustus  | 17:00       | 22:00       | Rio de Janeiro | Argentinië       | 1–2              | Verenigde Staten |           |
| 8 augustus  | 10:00       | 15:00       | Rio de Janeiro | Australië        | 1−2              | Verenigde Staten |           |
| 10 augustus | 17:00       | 22:00       | Rio de Janeiro | Verenigde Staten | 6−1              | Japan            |           |
| 11 augustus | 19:30       | 00:30       | Rio de Janeiro | Verenigde Staten | 3−0              | India            |           |
| 13 augustus | 18:00       | 23:00       | Rio de Janeiro | Groot-Brittannië | 2−1              | Verenigde Staten |           |
| Kwartfinale | 15 augustus | 12:30       | 17:30          | Rio de Janeiro   | Verenigde Staten | 1−2              | Duitsland |

### Judo
| Olympiër         | Discipline | Resultaat    | Prestatie |
| ---------------- | ---------- | ------------ | --- |
| Nick Delpopolo   | –73 kg (m) | kwartfinale  | tweede ronde won van Ahmed Goumar: ippon derde ronde won van Ganbaataryn Odbayar: waza-ari kwartfinale verloor van Sagi Muki: ippon herkansing verloor van Miklós Ungvári: shido                                                 |
| Travis Stevens   | –81 kg (m) | Zilver       | tweede ronde won van Robin Pacek: yuko derde ronde won van Shakhzodbek Sabirov: ippon kwartfinale won van Ivaylo Ivanov: ippon halve finale won van Avtandil Tchrikisjvili: ippon finale verloor van Chasan Chalmoerzajev: ippon |
| Colton Brown     | –90 kg (m) | derde ronde  | tweede ronde won van Iszlam Monier Suliman: ippon derde ronde verloor van Alexandre Iddir: waza-ari |
|                  |            |              | |
| Angelica Delgado | –52 kg (v) | eerste ronde | eerste ronde verloor van Tsolmon Adijasambuu: waza-ari |
| Marti Malloy     | –57 kg (v) | tweede ronde | tweede ronde verloor van Lien Chen-ling: shido |
| Kayla Harrison   | –78 kg (v) | Goud         | tweede ronde won van Zhang Zhehui: ippon kwartfinale won van Abigél Joó: ippon halve finale won van Anamari Velenšek: ippon finale won van Audrey Tcheuméo: ippon                                                                |

### Kanovaren
| Olympiër                    | Discipline     | Resultaat | Prestatie                                                            |
| --------------------------- | -------------- | --------- | -------------------------------------------------------------------- |
| Casey Eichfeld              | C-1 slalom (m) | 7e        | series: 100.02 (12e) halve finale: 101.2 (10e) finale: 99.69 (7e)    |
| Casey Eichfeld Devin McEwan | C-2 slalom (m) | 10e       | series: 112.33 (10e) halve finale: 116.26 (10e) finale: 117.85 (10e) |
| Michal Smolen               | K-1 slalom (m) | 12e       | series: 90.13 (10e) halve finale: 97.87 (12e)                        |
|                             |                |           |                                                                      |
| Ashley Nee                  | K-1 slalom (v) | 14e       | series: 105.60 (9e) halve finale: 116.59 (14e)                       |
| Maggie Hogan                | K-1 200 m (v)  | series    | series: 44.668 (7e)                                                  |
| Maggie Hogan                | K-1 500 m (v)  | series    | series: 1:58.970 (6e)                                                |

### Moderne vijfkamp
| Olympiër          | Discipline | Resultaat | Prestatie |
| ----------------- | ---------- | --------- | --- |
| Nathan Schrimsher | mannen     | 10e       | zwemmen: 2:00.87 (7e, 338 punten) schermen: 20 W, 15 V (10e, 220 punten) paardrijden: 18 strafpunten (18e, 282 punten) gecombineerd: 12:01.76 (17e, 610 punten) totaal: 1280 punten (20e) |
|                   |            |           | |
| Isabella Isaksen  | vrouwen    | 25e       | zwemmen: 2:20.20 (23e, 281 punten) schermen: 20 W, 15 V (8e, 221 punten) paardrijden: 15 strafpunten (18e, 285 punten) gecombineerd: 14:52.96 (33e, 469 punten) totaal: 1255 punten (25e) |
| Margaux Isaksen   | vrouwen    | 20e       | zwemmen: 2:00.87 (7e, 338 punten) schermen: 20 W, 15 V (10e, 220 punten) paardrijden: 18 strafpunten (18e, 282 punten) gecombineerd: 12:01.76 (17e, 610 punten) totaal: 1280 punten (20e) |

### Paardensport
| Olympiër                                                    | Discipline  | Resultaat | Prestatie |
| Dressuur                                                    | Dressuur    | Dressuur  | Dressuur |
| ----------------------------------------------------------- | ----------- | --------- | --- |
| Allison Brock                                               | individueel | 15e       | Grand Prix: 72,686 (25e) Grand Prix Special: 73,824 (19e) Grand Prix Freestyle: 76,160 (15e)                                                                                                   |
| Laura Graves                                                | individueel | 4e        | Grand Prix: 78,071 (5e) Grand Prix Special: 80,644 (5e) Grand Prix Freestyle: 88,429 (4e) |
| Kasey Perry-Glass                                           | individueel | 22e       | Grand Prix: 75,229 (17e) Grand Prix Special: 73,235 (22e) |
| Steffen Peters                                              | individueel | 12e       | Grand Prix: 77,614 (6e) Grand Prix Special: 74,622 (14e) Grand Prix Freestyle: 79,393 (12e) |
| Allison Brock Laura Graves Kasey Perry-Glass Steffen Peters | team        | Brons     | Grand Prix: 76,971 (3e) Grand Prix Special: 76,363 (3e) eindscore: 76,667 (3e) |
| Eventing                                                    |             |           | |
| Phillip Dutton                                              | individueel | Brons     | dressuur: 43,60 strafpunten (15e) crosscountry: 3,20 strafpunten (5e) springconcours 1: 1 strafpunt (4e) springconcours 2: 4 strafpunten (3e) totaal: 51,80 strafpunten (3e)                   |
| Lauren Kieffer                                              | individueel | —         | dressuur: 47,30 strafpunten (33e) crosscountry: uitgeschakeld |
| Boyd Martin                                                 | individueel | 16e       | dressuur: 47,70 strafpunten (35e) crosscountry: 3,20 strafpunten (6e) springconcours 1: 8 strafpunten (7e) springconcours 2: 12 strafpunten (16e) totaal: 70,90 strafpunten (16e)              |
| Clark Montgomery                                            | individueel | —         | dressuur: 46,60 strafpunten (24e) crosscountry: groette af |
| Phillip Dutton Lauren Kieffer Boyd Martin Clark Montgomery  | team        | —         | dressuur: 137,50 strafpunten (6e) crosscountry: uitgeschakeld |
| Springconcours                                              |             |           | |
| Lucy Davis                                                  | individueel | 32e       | kwalificaties ronde 1: 4 strafpunten (27e) ronde 2: 0 strafpunten (15e) ronde 3: 4 strafpunten (18e) finale ronde A: 12 strafpunten (32e)                                                      |
| Kent Farrington                                             | individueel | 5e        | kwalificaties ronde 1: 0 strafpunten (1e) ronde 2: 0 strafpunten (1e) ronde 3: 1 strafpunt (2e) finale ronde A: 0 strafpunten (1e) ronde B: 0 strafpunten (1e) totaal: 8 strafpunten (5e)      |
| Beezie Madden                                               | individueel | 46e       | kwalificaties ronde 1: 4 strafpunten (27e) ronde 2: 8 strafpunten (46e) |
| McLain Ward                                                 | individueel | 9e        | kwalificaties ronde 1: 4 strafpunten (27e) ronde 2: 0 strafpunten (15e) ronde 3: 0 strafpunten (7e) finale ronde A: 4 strafpunten (16e) ronde B: 0 strafpunten (9e) totaal: 4 strafpunten (9e) |
| Lucy Davis Kent Farrington Beezie Madden McLain Ward        | team        | Zilver    | kwalificaties ronde 1: 8 strafpunten (8e) ronde 2: 0 strafpunten (1e) ronde 3: 5 strafpunten (2e) totaal: 5 strafpunten (2e)                                                                   |

### Roeien
| Olympiër | Discipline             | Resultaat | Prestatie                                                                                        |
| --- | ---------------------- | --------- | ------------------------------------------------------------------------------------------------ |
| Nareg Guregian Anders Weiss | twee-zonder (m)        | 11e       | series: 6:49.97 (4e) herkansing: 6:36.60 (3e) halve finale: 6:33.95 (5e) B-finale: 7:10.60 (5e)  |
| Andrew Campbell Joshua Konieczny                                                                                                  | lichte dubbel-twee (m) | 5e        | series: 6:26.56 (2e) halve finale: 6:35.19 (2e) finale: 6:35.07 (5e)                             |
| Charlie Cole Henrik Rummel Matt Miller Seth Weil                                                                                  | vier-zonder            | 7e        | series: 5:58.31 (3e) halve finale: 6:19.08 (4e) B-finale: 5:59.20 (7e)                           |
| Anthony Fahden Edward King Tyler Nase Robin Prendes                                                                               | lichte vier-zonder     | 10e       | series: 6:05.61 (2e) halve finale: 6:26.82 (4e) B-finale: 6:36.96 (10e)                          |
| Mike DiSanto Sam Dommer Austin Hack Alex Karwoski Stephen Kasprzyk Rob Munn Glenn Ochal Hans Struzyna Sam Ojserkis S              | acht (m)               | 4e        | series: 5:40.16 (2e) herkansing: 5:51.13 (1e) finale: 5:43.23 (4e)                               |
| |                        |           |                                                                                                  |
| Genevra Stone | skiff (v)              | Zilver    | series: 8:29.67 (1e) kwartfinale: 7:27.04 (1e) halve finale: 7:44.56 (2e) finale: 7:22.92 (2e)   |
| Grace Luczak Felice Mueller | twee-zonder (v)        | 4e        | series: 7:05.14 (1e) halve finale: 7:20.93 (2e) finale: 7:24.77 (4e)                             |
| Meghan O'Leary Ellen Tomek | dubbel-twee (v)        | 6e        | series: 7:46.92 (4e) herkansing: 7:00.60 (2e) halve finale: 6:52.92 (3e) finale: 8:06.18 (6e)    |
| Kate Bertko Devery Karz | lichte dubbel-twee (v) | 10e       | series: 7:07.37 (3e) herkansing: 7:58.90 (1e) halve finale: 7:22.78 (5e) B-finale: 7:29.96 (10e) |
| Tracy Eisser Megan Kalmoe Grace Latz Adrienne Martelli                                                                            | dubbel-vier (v)        | 5e        | series: 6:40.78 (3e) herkansing: 6:28.54 (4e) finale: 6:57.67 (5e)                               |
| Amanda Elmore Tessa Gobbo Elle Logan Meghan Musnicki Amanda Polk Emily Regan Lauren Schmetterling Kerry Simmonds Katelin Snyder S | acht (v)               | Goud      | series: 6:06.34 (1e) finale: 6:01.49 (1e)                                                        |

### Rugby

#### Mannen
| Olympiër | Onderdeel | Resultaat  | Prestatie |
| --- | --------- | ---------- | --------- |
| Perry Baker Danny Barrett Garrett Bender Andrew Durutalo Nate Ebner Madison Hughes Carlin Isles Folau Niua Ben Pinkelman Zack Test Maka Unufe Chris Wyles | mannen    | groepsfase | derde     |

| Groep A |                  |             |             |             |             |            |            |            |        |
| #       | Land             | Wedstrijden | Wedstrijden | Wedstrijden | Wedstrijden | Doelpunten | Doelpunten | Doelpunten | Punten |
| #       | Land             | G           | W           | G           | V           | V          | T          | Saldo      | Punten |
| 1       | Fiji             | 3           | 3           | 0           | 0           | 85         | 45         | +40        | 9      |
| 2       | Argentinië       | 3           | 2           | 0           | 1           | 62         | 35         | +27        | 6      |
| 3       | Verenigde Staten | 3           | 1           | 0           | 2           | 59         | 41         | +18        | 3      |
| 4       | Brazilië         | 3           | 0           | 0           | 3           | 12         | 97         | −85        | 0      |

| Ronde         | Datum       | Lokale tijd | MEZT           | Plaats           | Land             | Score            | Land     |
| ------------- | ----------- | ----------- | -------------- | ---------------- | ---------------- | ---------------- | -------- |
| Groepsfase    |             |             |                |                  |                  |                  |          |
| 9 augustus    | 13:00       | 18:00       | Rio de Janeiro | Verenigde Staten | 14−17            | Argentinië       |          |
| 9 augustus    | 18:00       | 23:00       | Rio de Janeiro | Verenigde Staten | 26−0             | Brazilië         |          |
| 10 augustus   | 13:30       | 18:30       | Rio de Janeiro | Fiji             | 24−19            | Verenigde Staten |          |
| Plaatsen 9−12 | 10 augustus | 16:00       | 21:00          | Rio de Janeiro   | Verenigde Staten | 24−12            | Brazilië |
| Plaatsen 9−10 | 11 augustus | 13:00       | 18:00          | Rio de Janeiro   | Verenigde Staten | 24−12            | Spanje   |

#### Vrouwen
| Olympiër | Onderdeel | Resultaat | Prestatie     |
| --- | --------- | --------- | ------------- |
| Bui Baravilala Ryan Carlyle Lauren Doyle Joanne Fa'avesi Carmen Farmer Victoria Folayan Kelly Griffin Jessica Javelet Kathryn Johnson Leyla Kelter Jillion Potter Richelle Stephens | vrouwen   | 5e        | zie hieronder |

| Groep A |                  |             |             |             |             |        |        |        |        |
| #       | Land             | Wedstrijden | Wedstrijden | Wedstrijden | Wedstrijden | Punten | Punten | Punten | Punten |
| #       | Land             | GW          | W           | G           | V           | V      | T      | Saldo  | Punten |
| 1       | Australië        | 3           | 2           | 1           | 0           | 101    | 12     | +89    | 8      |
| 2       | Fiji             | 3           | 2           | 0           | 1           | 48     | 43     | +5     | 7      |
| 3       | Verenigde Staten | 3           | 1           | 1           | 1           | 72     | 24     | +48    | 6      |
| 4       | Colombia         | 3           | 0           | 0           | 3           | 0      | 137    | –137   | 3      |

| Ronde        | Datum      | Lokale tijd | MEZT           | Plaats           | Land          | Score            | Land             |
| ------------ | ---------- | ----------- | -------------- | ---------------- | ------------- | ---------------- | ---------------- |
| Groepsfase   |            |             |                |                  |               |                  |                  |
| 6 augustus   | 13:00      | 18:00       | Rio de Janeiro | Verenigde Staten | 7–12          | Fiji             |                  |
| 6 augustus   | 18:00      | 23:00       | Rio de Janeiro | Verenigde Staten | 48–0          | Colombia         |                  |
| 7 augustus   | 13:30      | 18:30       | Rio de Janeiro | Australië        | 12–12         | Verenigde Staten |                  |
| Kwartfinale  | 7 augustus | 18:30       | 23:30          | Rio de Janeiro   | Nieuw-Zeeland | 5–0              | Verenigde Staten |
| Plaatsen 5–8 | 8 augustus | 14:00       | 19:00          | Rio de Janeiro   | Fiji          | 7–12             | Verenigde Staten |
| Plaatsen 5–6 | 8 augustus | 18:00       | 23:00          | Rio de Janeiro   | Frankrijk     | 5–19             | Verenigde Staten |

### Schermen
| Olympiër                                                              | Discipline     | Resultaat    | Prestatie |
| --------------------------------------------------------------------- | -------------- | ------------ | --- |
| Jason Pryor                                                           | degen (m)      | tweede ronde | tweede ronde verloor van Benjamin Steffenn (14–15) |
| Miles Chamley-Watson                                                  | floret (m)     | tweede ronde | tweede ronde verloor van Artoer Akhmatkhoezin (13–15) |
| Alexander Massialas                                                   | floret (m)     | Zilver       | tweede ronde won van Mohamed Essam (15–7) derde ronde won van Artoer Akhmatkhoezin (15–9) kwartfinale won van Giorgio Avola (15–14) halve finale won van Richard Kruse (15–9) finale verloor van Daniele Garozzo (11–15) |
| Gerek Meinhardt                                                       | floret (m)     | kwartfinale  | tweede ronde won van Maximilien van Haaster (15–4) derde ronde won van Erwann Le Péchoux (15–14) kwartfinale verloor van Richard Kruse (13–15)                                                                           |
| Miles Chamley-Watson Race Imboden Alexander Massialas Gerek Meinhardt | floret team    | Brons        | kwartfinale wonnen van Egypte (45–37) halve finale verloren van Rusland (41–45) bronzen finale wonnen van Italië (45–31)                                                                                                 |
| Eli Dershwitz                                                         | sabel (m)      | eerste ronde | eerste ronde verloor van Seppe van Holsbeke (12–15) |
| Daryl Homer                                                           | sabel (m)      | Zilver       | eerste ronde won van Ilya Mokretsov (15–11) tweede ronde won van Max Hartung (15–12) kwartfinale won van Matyas Szabo (15–12) halve finale won van Mojtaba Abedini (15–14) finale verloor van Áron Szilágyi (8–15)       |
|                                                                       |                |              | |
| Katharine Holmes                                                      | degen (v)      | tweede ronde | tweede ronde verloor van Erika Kirpu (4–5) |
| Courtney Hurley                                                       | degen (v)      | tweede ronde | tweede ronde verloor van Jana Sjemjakina (13–14) |
| Kelley Hurley                                                         | degen (v)      | tweede ronde | tweede ronde verloor van Nathalie Moellhausen (12–15) |
| Katharine Holmes Courtney Hurley Kelley Hurley                        | degen team (v) | 5e           | kwartfinale verloren van Roemenië (23–24) plaatsen 5–8 wonnen van Frankrijk (32–28) plaatsen 5–6 wonnen van Zuid-Korea (22–18)                                                                                           |
| Lee Kiefer                                                            | floret (v)     | derde ronde  | tweede ronde won van Mona Shaito (15–3) derde ronde verloor van Liu Yongshi (9–15) |
| Nzingha Prescod                                                       | floret (v)     | derde ronde  | tweede ronde won van Nataly Michel (15–9) derde ronde verloor van Astrid Guyart (11–14) |
| Ibtihaj Muhammad                                                      | sabel (v)      | derde ronde  | tweede ronde won van Olena Kravatska (15–13) derde ronde verloor van Cécilia Berder (12–15) |
| Dagmara Wozniak                                                       | sabel (v)      | tweede ronde | tweede ronde verloor van Vassiliki Vougiouka (8–15) |
| Mariel Zagunis                                                        | sabel (v)      | derde ronde  | tweede ronde won van Eileen Grench (15–4) derde ronde verloor van Jekaterina Djatsjenko (12–15) |
| Monica Aksamit Ibtihaj Muhammad Dagmara Wozniak Mariel Zagunis        | sabel team     | Brons        | kwartfinale wonnen van Polen (45–43) halve finale verloren van Rusland (42–45) bronzen finale wonnen van Italië (45–30)                                                                                                  |

### Schietsport
| Olympiër          | Discipline              | Resultaat | Prestatie                                                                         |
| ----------------- | ----------------------- | --------- | --------------------------------------------------------------------------------- |
| Daniel Lowe       | 10 m luchtgeweer (m)    | 34e       | kwalificaties: 620,0 punten (34e)                                                 |
| Lucas Kozeniesky  | 10 m luchtgeweer (m)    | 21e       | kwalificaties: 622,3 punten (21e)                                                 |
| David Higgins     | 50 m liggend            | 40e       | kwalificaties: 617,7 punten (40e)                                                 |
| Michael McPhail   | 50 m liggend            | 19e       | kwalificaties: 622,0 punten (19e)                                                 |
| Matthew Emmons    | 50 m drie houdingen (m) | 19e       | kwalificaties: 1169 punten (19e)                                                  |
| Daniel Lowe       | 50 m drie houdingen (m) | 28e       | kwalificaties: 1168 punten (28e)                                                  |
| Will Brown        | 10 m luchtpistool (m)   | 12e       | kwalificaties: 577 punten (12e)                                                   |
| Will Brown        | 50 m pistool            | 10e       | kwalificaties: 555 punten (10e)                                                   |
| Jay Shi           | 10 m luchtpistool (m)   | 18e       | kwalificaties: 577 punten (18e)                                                   |
| Jay Shi           | 50 m pistool            | 14e       | kwalificaties: 553 punten (14e)                                                   |
| Emil Milev        | 25 m snelvuurpistool    | 12e       | kwalificaties: 578 punten (12e)                                                   |
| Keith Sanderson   | 25 m snelvuurpistool    | 10e       | kwalificaties: 580 punten (10e)                                                   |
| Walton Eller      | dubbeltrap (m)          | 14e       | kwalificaties: 131 punten (14e)                                                   |
| Joshua Richmond   | dubbeltrap (m)          | 7e        | kwalificaties: 135 punten (7e)                                                    |
| Vincent Hancock   | skeet (m)               | 15e       | kwalificaties: 119 punten (15e)                                                   |
| Frank Thompson    | skeet (m)               | 21e       | kwalificaties: 117 punten (21e)                                                   |
|                   |                         |           |                                                                                   |
| Sarah Scherer     | 10 m luchtgeweer (v)    | 8e        | kwalificaties: 416,8 punten (5e) finale: 78,6 punten (8e)                         |
| Sarah Scherer     | 50 m drie houdingen (v) | 33e       | kwalificaties: 570 punten (33e)                                                   |
| Virginia Thrasher | 10 m luchtgeweer (v)    | Goud      | kwalificaties: 416,3 punten (6e) finale: 208,0 punten (1e, OR)                    |
| Virginia Thrasher | 50 m drie houdingen (v) | 11e       | kwalificaties: 581 punten (11e)                                                   |
| Lydia Paterson    | 10 m luchtpistool (v)   | 29e       | kwalificaties: 378 punten (29e)                                                   |
| Enkelejda Shehu   | 10 m luchtpistool (v)   | 40e       | kwalificaties: 372 punten (40e)                                                   |
| Enkelejda Shehu   | 25 m pistool            | 33e       | kwalificaties: 567 punten (33e)                                                   |
| Corey Cogdell     | trap (v)                | Brons     | kwalificaties: 68 punten (7e) halve finale: 13 punten (3e) finale: 13 punten (3e) |
| Morgan Craft      | skeet (v)               | 5e        | kwalificaties: 69 punten (6e) halve finale: 14 punten (5e)                        |
| Kimberly Rhode    | skeet (v)               | Brons     | kwalificaties: 72 punten (2e) halve finale: 14 punten (4e) finale: 15 punten (3e) |

### Schoonspringen
| Olympiër                    | Discipline               | Resultaat | Prestatie                                                                                   |
| --------------------------- | ------------------------ | --------- | ------------------------------------------------------------------------------------------- |
| Michael Hixon               | 3 m plank (m)            | 10e       | voorronde: 421,60 punten (10e) halve finale: 467,25 punten (4e) finale: 431,65 punten (10e) |
| Kristian Ipsen              | 3 m plank (m)            | 5e        | voorronde: 461,35 punten (3e) halve finale: 437,70 punten (7e) finale: 475,80 punten (5e)   |
| David Boudia                | 10 m toren (m)           | Brons     | voorronde: 496,55 punten (4e) halve finale: 458,35 punten (10e) finale: 525,25 punten (3e)  |
| Steele Johnson              | 10 m toren (m)           | 13e       | voorronde: 403,75 punten (18e) halve finale: 447,85 punten (13e)                            |
| Sam Dorman Michael Hixon    | 3 m plank synchroon (m)  | Zilver    | finale: 450,21 punten (2e)                                                                  |
| David Boudia Steele Johnson | 10 m toren synchroon (m) | Zilver    | finale: 457,11 punten (2e)                                                                  |
|                             |                          |           |                                                                                             |
| Kassidy Cook                | 3 m plank (v)            | 13e       | voorronde: 327,75 punten (8e) halve finale: 304,35 punten (13e)                             |
| Abby Johnston               | 3 m plank (v)            | 12e       | voorronde: 333,60 punten (6e) halve finale: 324,75 punten (5e) finale: 302,85 punten (12e)  |
| Jessica Parratto            | 10 m toren (v)           | 10e       | voorronde: 346,80 punten (3e) halve finale: 367,00 punten (2e) finale: 344,60 punten (10e)  |
| Katrina Young               | 10 m toren (v)           | 13e       | voorronde: 313,85 punten (12e) halve finale: 301,45 punten (13e)                            |
| Amy Cozad Jessica Parratto  | 10 m toren synchroon (v) | 7e        | finale: 301,02 punten (7e)                                                                  |

### Synchroonzwemmen
| Olympiër                      | Discipline | Resultaat | Prestatie |
| ----------------------------- | ---------- | --------- | --- |
| Anita Alvarez Mariya Koroleva | duet       | 9e        | voorronde vrije routine: 86,4333 punten (9e) technische routine: 86,4612 punten (9e) finale vrije routine: 85,7333 punten (9e) totaal: 173,9945 punten (9e) |

### Taekwondo
| Olympiër        | Discipline | Resultaat      | Prestatie |
| --------------- | ---------- | -------------- | --- |
| Steven López    | –80 kg (m) | bronzen finale | eerste ronde won van Albert Gaoen (7–4) kwartfinale verloor van Lutalo Muhammad (2–9) herkansing won van Hayder Shkara (0–0SUP) bronzen finale verloor van Oussama Oueslati (0–14PG) |
| Stephen Lambdin | +80 kg (m) | eerste ronde   | eerste ronde verloor van Maicon de Andrade (7–9) |
|                 |            |                | |
| Paige McPherson | –67 kg (v) | eerste ronde   | eerste ronde verloor van Farida Azizova (5–6) |
| Jackie Galloway | +67 kg (v) | Brons          | eerste ronde won van Crystal Weekes (5–0) kwartfinale won van Reshmie Oogink (1–1SUP) halve finale verloor van María Espinoza (0–0SUP) bronzen finale won van Gwladys Épangue (2–1)  |

### Tafeltennis
| Olympiër                           | Discipline    | Resultaat    | Prestatie |
| ---------------------------------- | ------------- | ------------ | --- |
| Feng Yijun                         | enkelspel (m) | eerste ronde | eerste ronde verloor van He Zhiwen (2–4)                                                                                  |
| Kanak Jha                          | enkelspel (m) | voorronde    | voorronde verloor van Nima Alamian (1–4)                                                                                  |
| Feng Yijun Kanak Jha Timothy Wang  | team (m)      | eerste ronde | eerste ronde verloren van Zweden (0–3)                                                                                    |
|                                    |               |              | |
| Jennifer Wu                        | enkelspel (v) | tweede ronde | eerste ronde won van Eva Ódorová (4–1) tweede ronde verloor van Matilda Ekholm (2–4)                                      |
| Lily Zhang                         | enkelspel (v) | derde ronde  | eerste ronde won van Gremlis Arvelo (4–0) tweede ronde won van Shao Jieni (4–0) derde ronde verloor van Seo Hyo-won (1–4) |
| Jennifer Wu Lily Zhang Zheng Jiaqi | team (v)      | eerste ronde | eerste ronde verloren van Duitsland (0–3)                                                                                 |

### Tennis
| Olympiër                              | Discipline     | Resultaat      | Prestatie |
| ------------------------------------- | -------------- | -------------- | --- |
| Brian Baker                           | enkelspel (m)  | eerste ronde   | eerste ronde verloor van Yuichi Sugita (7–5, 5–7, 4–6) |
| Steve Johnson                         | enkelspel (m)  | kwartfinale    | eerste ronde won van Darian King (6–3, 6–2) tweede ronde won van Gastão Elias (6–3, 6–4) derde ronde won van Jevgeni Donskoj (6–1, 6–1) kwartfinale verloor van Andy Murray (0–6, 6–4, 62–7) |
| Denis Kudla                           | enkelspel (m)  | eerste ronde   | eerste ronde verloor van Andrej Martin (0–6, 3–6) |
| Jack Sock                             | enkelspel (m)  | eerste ronde   | eerste ronde verloor van Taro Daniel (4–6, 4–6) |
| Brian Baker Rajeev Ram                | dubbelspel (m) | tweede ronde   | eerste ronde wonnen van Monfils – Tsonga (6–1, 6–4) tweede ronde verloren van Marach – Peya (4–6, 7–62, 3–6) |
| Steve Johnson Jack Sock               | dubbelspel (m) | Brons          | eerste ronde wonnen van Peralta – Podlipnik Castillo (6–2, 6–2) tweede ronde wonnen van Cabal – Farah (6–4, 7–61) kwartfinale wonnen van Bautista Agut – Ferrer (6–4, 6–2) halve finale verloren van Mergea – Tecău (3–6, 5–7) bronzen finale wonnen van Nestor – Pospisil (6–2, 6–4)                                          |
|                                       |                |                | |
| Madison Keys                          | enkelspel (v)  | bronzen finale | eerste ronde won van Danka Kovinić (6–3, 6–4) tweede ronde won van Kristina Mladenovic (7–5, 64–7, 7–65) derde ronde won van Carla Suárez Navarro (6–3, 3–6, 6–3) kwartfinale won van Darja Kasatkina (6–3, 6–1) halve finale verloor van Angelique Kerber (3–6, 5–7) bronzen finale verloor van Petra Kvitová (5–7, 6–2, 2–6) |
| Sloane Stephens                       | enkelspel (v)  | eerste ronde   | eerste ronde verloor van Eugenie Bouchard (3–6, 3–6) |
| Serena Williams                       | enkelspel (v)  | derde ronde    | eerste ronde won van Darja Gavrilova (6–4, 6–2) tweede ronde won van Alizé Cornet (7–65, 6–2) derde ronde verloor van Elina Svitolina (4–6, 3–6) |
| Venus Williams                        | enkelspel (v)  | eerste ronde   | eerste ronde verloor van Kirsten Flipkens (6–4, 3–6, 65–7) |
| Bethanie Mattek-Sands Coco Vandeweghe | dubbelspel (v) | tweede ronde   | eerste ronde wonnen van Medina Garrigues – Parra Santonja (6–1, 6–1) tweede ronde verloren van Bacsinszky – Hingis (4–6, 4–6) |
| Serena Williams Venus Williams        | dubbelspel (v) | eerste ronde   | eerste ronde verloren van Šafářová – Strýcová (3–6, 4–6) |
|                                       |                |                | |
| Bethanie Mattek-Sands Jack Sock       | dubbelspel (g) | Goud           | eerste ronde wonnen van Konta – Murray (6–4, 6–3) kwartfinale wonnen van Pereira – Melo (6–4, 6–4) halve finale wonnen van Hradecká – Štěpánek (6–4, 7–63) finale wonnen van Williams – Ram (63–7, 6–1, [10–7]) |
| Venus Williams Rajeev Ram             | dubbelspel (g) | Zilver         | eerste ronde wonnen van Bertens – Rojer (64–7, 7–63, [10–8]) kwartfinale wonnen van Vinci – Fognini (6–3, 7–5) halve finale wonnen van Mirza – Bopanna (6–2, 2–6, [10–3]) finale verloren van Mattek-Sands – Sock (7–63, 1–6, [7–10])                                                                                          |

### Triatlon
| Olympiër        | Discipline | Resultaat | Prestatie                                                                 |
| --------------- | ---------- | --------- | ------------------------------------------------------------------------- |
| Greg Billington | mannen     | 37e       | zwemmen: 18:15 wielrennen: 59:33 hardlopen: 32:45 totaal: 1:52:04 (37e)   |
| Ben Kanute      | mannen     | 29e       | zwemmen: 17:29 wielrennen: 55:03 hardlopen: 35:01 totaal: 1:48:59 (29e)   |
| Joe Maloy       | mannen     | 23e       | zwemmen: 18:03 wielrennen: 56:25 hardlopen: 32:37 totaal: 1:48:30 (23e)   |
| Gwen Jorgensen  | vrouwen    | Goud      | zwemmen: 19:12 wielrennen: 1:01:21 hardlopen: 34:09 totaal: 1:56:16 (1e)  |
| Sarah True      | vrouwen    | DNF       | zwemmen: 19:10 wielrennen: LAP                                            |
| Katie Zaferes   | vrouwen    | 18e       | zwemmen: 19:03 wielrennen: 1:01:26 hardlopen: 38:44 totaal: 2:00:55 (18e) |

### Voetbal

#### Vrouwen
| Olympiër | Discipline | Resultaat   | Prestatie     |
| --- | ---------- | ----------- | ------------- |
| Hope Solo Mallory Pugh Allie Long Becky Sauerbrunn A Kelley O'Hara Whitney Engen Meghan Klingenberg Julie Johnston Lindsey Horan Carli Lloyd Ali Krieger Christen Press Alex Morgan Morgan Brian Megan Rapinoe Crystal Dunn Tobin Heath Alyssa Naeher | vrouwen    | kwartfinale | zie hieronder |

| Groep G |                  |             |             |             |             |            |            |            |        |
| #       | Land             | Wedstrijden | Wedstrijden | Wedstrijden | Wedstrijden | Doelpunten | Doelpunten | Doelpunten | Punten |
| #       | Land             | G           | W           | G           | V           | V          | T          | Saldo      | Punten |
| 1       | Verenigde Staten | 3           | 2           | 1           | 0           | 5          | 2          | 3          | 7      |
| 2       | Frankrijk        | 3           | 2           | 0           | 1           | 7          | 1          | 6          | 6      |
| 3       | Nieuw-Zeeland    | 3           | 1           | 0           | 2           | 1          | 5          | −4         | 3      |
| 4       | Colombia         | 3           | 0           | 1           | 2           | 2          | 7          | −5         | 1      |

| Ronde       | Datum       | Lokale tijd | MEZT           | Plaats           | Land             | Score            | Land   |
| ----------- | ----------- | ----------- | -------------- | ---------------- | ---------------- | ---------------- | ------ |
| Groepsfase  |             |             |                |                  |                  |                  |        |
| 3 augustus  | 19:00       | 00:00       | Belo Horizonte | Verenigde Staten | 2−0              | Nieuw-Zeeland    |        |
| 6 augustus  | 17:00       | 22:00       | Belo Horizonte | Verenigde Staten | 1−0              | Frankrijk        |        |
| 9 augustus  | 19:00       | 00:00       | Manaus         | Colombia         | 2−2              | Verenigde Staten |        |
| Kwartfinale | 12 augustus | 13:00       | 18:00          | Brasilia         | Verenigde Staten | 1−1 (3−4 n.s.)   | Zweden |

### Volleybal
| Olympiër                        | Discipline     | Resultaat      | Prestatie |
| Beachvolleybal                  | Beachvolleybal | Beachvolleybal | Beachvolleybal |
| ------------------------------- | -------------- | -------------- | --- |
| Phil Dalhausser Nick Lucena     | beach (m)      | kwartfinale    | groepsfase wonnen van Naceur – Salah (21–7, 21–13) wonnen van Ontiveros – Virgen (21–14, 21–17) wonnen van Lupo – Nicolai (21–13, 17–21, 24–22) achtste finale wonnen van Huber – Seidl (21–14, 21–15) kwartfinale verloren van Alison – Bruno Schmidt (14–21, 21–12, 9–15) |
| Jake Gibb Casey Patterson       | beach (m)      | groepsfase     | groepsfase wonnen van Jefferson – Cherif (21–16, 21–16) verloren van Huber – Seil (18–21, 18–21) verloren van Gavira – Herrera (19–21, 21–16, 7–15) |
|                                 |                |                | |
| Lauren Fendrick Brooke Sweat    | beach (v)      | groepsfase     | groepsfase verloren van Brzostek – Kołosińska (21–14, 13–21, 7–15) verloren van Antunes – França (16–21, 13–21) verloren van Birlova – Oekolova (18–21, 26–24, 13–15) |
| April Ross Kerri Walsh Jennings | beach (v)      | Brons          | groepsfase wonnen van Artacho – Laird (21–14, 21–13) wonnen van Wang – Yue (21–16, 21–9) wonnen van Forrer – Vergé-Depré (21–13, 22–24, 15–12) achtste finale wonnen van Menegatti – Giombini (21–10, 21–16) kwartfinale wonnen van Bawden – Clancy (21–14, 21–16) halve finale verloren van Ágatha – Bárbara (20–22, 18–21) bronzen finale wonnen van França – Antunes (17–21, 21–17, 15–9) |

#### Mannen
| Olympiër | Discipline | Resultaat | Prestatie     |
| --- | ---------- | --------- | ------------- |
| Matthew Anderson Aaron Russell Taylor Sander David Lee A Kawika Shoji William Priddy Murphy Troy Thomas Jaeschke Micah Christenson Maxwell Holt David Smith Erik Shoji L | zaal (m)   | Brons     | zie hieronder |

| # | Ploeg            | Punten | Wedstrijden | Wedstrijden | Wedstrijden | Spelpunten | Spelpunten | Spelpunten | Sets | Sets | Sets  |
| # | Ploeg            | Punten | G           | W           | V           | W          | V          | Ratio      | W    | V    | Ratio |
| - | ---------------- | ------ | ----------- | ----------- | ----------- | ---------- | ---------- | ---------- | ---- | ---- | ----- |
| 1 | Italië           | 12     | 5           | 4           | 1           | 432        | 375        | 1,152      | 13   | 5    | 2,600 |
| 2 | Canada           | 9      | 5           | 3           | 2           | 378        | 378        | 1,000      | 10   | 7    | 1,428 |
| 3 | Verenigde Staten | 9      | 5           | 3           | 2           | 419        | 405        | 1,034      | 10   | 8    | 1,250 |
| 4 | Brazilië         | 9      | 5           | 3           | 2           | 467        | 442        | 1,056      | 11   | 9    | 1,222 |
| 5 | Frankrijk        | 6      | 5           | 2           | 3           | 386        | 367        | 1,051      | 8    | 9    | 0,888 |
| 6 | Mexico           | 0      | 5           | 0           | 5           | 283        | 398        | 0,711      | 1    | 15   | 0,066 |

| Ronde          | Datum       | Lokale tijd | MEZT           | Plaats           | Land             | Score            | Land             |
| -------------- | ----------- | ----------- | -------------- | ---------------- | ---------------- | ---------------- | ---------------- |
| Groepsfase     |             |             |                |                  |                  |                  |                  |
| 7 augustus     | 17:05       | 22:05       | Rio de Janeiro | Verenigde Staten | 0−3              | Canada           |                  |
| 9 augustus     | 15:00       | 20:00       | Rio de Janeiro | Italië           | 3−1              | Verenigde Staten |                  |
| 11 augustus    | 22:35       | 03:35       | Rio de Janeiro | Brazilië         | 1−3              | Verenigde Staten |                  |
| 13 augustus    | 17:25       | 22:25       | Rio de Janeiro | Verenigde Staten | 3−1              | Frankrijk        |                  |
| 15 augustus    | 11:35       | 16:35       | Rio de Janeiro | Verenigde Staten | 3−0              | Mexico           |                  |
| Kwartfinale    | 17 augustus | 14:00       | 19:00          | Rio de Janeiro   | Verenigde Staten | 3−0              | Polen            |
| Halve finale   | 19 augustus | 13:00       | 18:00          | Rio de Janeiro   | Italië           | 3−2              | Verenigde Staten |
| Bronzen finale | 21 augustus | 09:30       | 14:30          | Rio de Janeiro   | Verenigde Staten | 3−2              | Rusland          |

#### Vrouwen
| Olympiër | Discipline | Resultaat | Prestatie     |
| --- | ---------- | --------- | ------------- |
| Alisha Glass Kayla Banwarth LIBERO Courtney Thompson Rachael Adams Carli Lloyd Jordan Larson Kelly Murphy Christa Harmotto Kimberly Hill Foluke Akinradewo Kelsey Robinson Karsta Lowe | zaal (v)   | Brons     | zie hieronder |

| # | Ploeg            | Punten | Wedstrijden | Wedstrijden | Wedstrijden | Spelpunten | Spelpunten | Spelpunten | Sets | Sets | Sets  |
| # | Ploeg            | Punten | G           | W           | V           | W          | V          | Ratio      | W    | V    | Ratio |
| - | ---------------- | ------ | ----------- | ----------- | ----------- | ---------- | ---------- | ---------- | ---- | ---- | ----- |
| 1 | Verenigde Staten | 14     | 5           | 5           | 0           | 470        | 400        | 1,175      | 15   | 5    | 3,000 |
| 2 | Nederland        | 11     | 5           | 4           | 1           | 455        | 425        | 1,070      | 14   | 7    | 2,000 |
| 3 | Servië           | 10     | 5           | 3           | 2           | 410        | 394        | 1,040      | 12   | 6    | 2,000 |
| 4 | China            | 7      | 5           | 2           | 3           | 398        | 389        | 1,023      | 9    | 9    | 1,000 |
| 5 | Italië           | 3      | 5           | 1           | 4           | 351        | 374        | 0,938      | 4    | 12   | 0,333 |
| 6 | Puerto Rico      | 0      | 5           | 0           | 5           | 277        | 379        | 0,730      | 0    | 15   | 0,000 |

| Datum       | Lokale tijd | MEZT  | Plaats         | Ronde        | Land             | Score | Land             |
| ----------- | ----------- | ----- | -------------- | ------------ | ---------------- | ----- | ---------------- |
| 6 augustus  | 17:05       | 22:05 | Rio de Janeiro | groepsfase   | Verenigde Staten | 3–0   | Puerto Rico      |
| 8 augustus  | 15:00       | 20:00 | Rio de Janeiro | groepsfase   | Verenigde Staten | 3–2   | Nederland        |
| 10 augustus | 15:00       | 20:00 | Rio de Janeiro | groepsfase   | Verenigde Staten | 3–1   | Servië           |
| 12 augustus | 15:00       | 20:00 | Rio de Janeiro | groepsfase   | Verenigde Staten | 3–1   | Italië           |
| 14 augustus | 17:05       | 22:05 | Rio de Janeiro | groepsfase   | Verenigde Staten | 3–1   | China            |
| 16 augustus | 18:00       | 23:00 | Rio de Janeiro | kwartfinale  | Japan            | 0–3   | Verenigde Staten |
| 18 augustus | 13:00       | 18:00 | Rio de Janeiro | halve finale | Servië           | 3–2   | Verenigde Staten |
| 20 augustus | 13:00       | 18:00 | Rio de Janeiro | finale       | Nederland        | 1–3   | Verenigde Staten |

### Waterpolo

#### Mannen
| Olympiër | Onderdeel | Resultaat  | Prestatie |
| --- | --------- | ---------- | --------- |
| Merrill Moses Thomas Dunstan Ben Hallock Alex Obert Alex Roelse Luca Cupido Josh Samuels Tony Azevedo Alex Bowen Bret Bonanni Jesse Smith John Mann McQuin Baron | mannen    | groepsfase | vijfde    |

| Groep B |                  |             |             |             |            |            |            |            |        |
| #       | Land             | Wedstrijden | Wedstrijden | Wedstrijden | Doelpunten | Doelpunten | Doelpunten | Doelpunten | Punten |
| #       | Land             | G           | W           | G           | V          | V          | T          | Saldo      | Punten |
| 1       | Spanje           | 5           | 3           | 1           | 1          | 46         | 35         | +11        | 7      |
| 2       | Kroatië          | 5           | 3           | 0           | 2          | 37         | 37         | 0          | 6      |
| 3       | Italië           | 5           | 3           | 0           | 2          | 40         | 41         | –1         | 6      |
| 4       | Montenegro       | 5           | 2           | 1           | 2          | 36         | 32         | +4         | 5      |
| 5       | Verenigde Staten | 5           | 2           | 0           | 3          | 35         | 35         | 0          | 4      |
| 6       | Frankrijk        | 5           | 1           | 0           | 4          | 28         | 42         | –14        | 0      |

| Ronde       | Datum | Lokale tijd | MEZT           | Plaats           | Land | Score            | Land |
| ----------- | ----- | ----------- | -------------- | ---------------- | ---- | ---------------- | ---- |
| Groepsfase  |       |             |                |                  |      |                  |      |
| 6 augustus  | 10:20 | 15:20       | Rio de Janeiro | Verenigde Staten | 5–7  | Kroatië          |      |
| 8 augustus  | 11:40 | 16:40       | Rio de Janeiro | Verenigde Staten | 9–10 | Spanje           |      |
| 10 augustus | 11:40 | 16:40       | Rio de Janeiro | Frankrijk        | 3–6  | Verenigde Staten |      |
| 12 augustus | 11:40 | 16:40       | Rio de Janeiro | Verenigde Staten | 5–8  | Montenegro       |      |
| 14 augustus | 15:30 | 20:30       | Rio de Janeiro | Verenigde Staten | 10–7 | Italië           |      |

#### Vrouwen
| Olympiër | Onderdeel | Resultaat | Prestatie     |
| --- | --------- | --------- | ------------- |
| Samantha Hill Madeline Musselmann Melissa Seidemann Rachel Fattal Aria Fischer Maggie Steffens Courtney Mathewson Kiley Neushul Caroline Clark Kaleigh Gilchrist Makenzie Fischer Kami Craig Ashleigh Johnson | vrouwen   | Goud      | zie hieronder |

| Groep B |                  |             |             |             |             |            |            |            |        |
| #       | Land             | Wedstrijden | Wedstrijden | Wedstrijden | Wedstrijden | Doelpunten | Doelpunten | Doelpunten | Punten |
| #       | Land             | GW          | G           | W           | V           | V          | T          | Saldo      | Punten |
| 1       | Verenigde Staten | 3           | 3           | 0           | 0           | 34         | 14         | +20        | 6      |
| 2       | Spanje           | 3           | 2           | 0           | 1           | 27         | 29         | –2         | 4      |
| 3       | Hongarije        | 3           | 1           | 0           | 2           | 29         | 33         | –4         | 2      |
| 4       | China            | 3           | 0           | 0           | 3           | 23         | 37         | –14        | 0      |

| Datum       | Lokale tijd | MEZT  | Plaats         | Ronde        | Land             | Score | Land             |
| ----------- | ----------- | ----- | -------------- | ------------ | ---------------- | ----- | ---------------- |
| 9 augustus  | 11:40       | 16:40 | Rio de Janeiro | groepsfase   | Spanje           | 4–11  | Verenigde Staten |
| 11 augustus | 11:40       | 16:40 | Rio de Janeiro | groepsfase   | China            | 4–12  | Verenigde Staten |
| 13 augustus | 13:00       | 18:00 | Rio de Janeiro | groepsfase   | Hongarije        | 6–11  | Verenigde Staten |
| 15 augustus | 14:10       | 19:10 | Rio de Janeiro | kwartfinale  | Brazilië         | 3–13  | Verenigde Staten |
| 17 augustus | 16:30       | 21:30 | Rio de Janeiro | halve finale | Hongarije        | 10–14 | Verenigde Staten |
| 19 augustus | 15:30       | 20:30 | Rio de Janeiro | finale       | Verenigde Staten | 12–5  | Italië           |

### Wielersport
| Olympiër                                                | Discipline               | Resultaat    | Prestatie |
| ------------------------------------------------------- | ------------------------ | ------------ | --- |
| Brent Bookwalter                                        | weg (m)                  | 16e          | 6:13:36 (16e) |
| Brent Bookwalter                                        | tijdrit (m)              | 23e          | 1:17:57.61 (23e) |
| Taylor Phinney                                          | weg (m)                  | DNF          | DNF |
| Taylor Phinney                                          | tijdrit (m)              | 22e          | 1:17:25.31 (22e) |
| Matthew Baranoski                                       | keirin (m)               | eerste ronde | eerste ronde verloor van Jason Kenny (+0.237, 5e) herkansing verloor van Christos Volikakis (+0.640, 3e)                                |
| Bobby Lea                                               | omnium (m)               | 17e          | totaal: 46 punten (17e) |
| Howard Grotts                                           | mountainbike (m)         | LAP          | LAP |
| Connor Fields                                           | BMX (m)                  | Goud         | plaatsingsronde: 34.768 (4e) kwartfinale: 8 punten (2e) halve finale: 6 punten (2e) finale: 34.642 (1e)                                 |
| Nicholas Long                                           | BMX (m)                  | 4e           | plaatsingsronde: 35.088 (9e) kwartfinale: 9 punten (3e) halve finale: 12 punten (4e) finale: 35.522 (4e)                                |
| Corben Sharrah                                          | BMX (m)                  | halve finale | plaatsingsronde: 34.893 (5e) kwartfinale: 9 punten (3e) halve finale: 12 punten (5e)                                                    |
|                                                         |                          |              | |
| Mara Abbott                                             | weg (v)                  | 4e           | 3:51:31 (4e) |
| Megan Guarnier                                          | weg (v)                  | 11e          | 3:52:41 (11e) |
| Kristin Armstrong                                       | weg (v)                  | DNF          | DNF |
| Kristin Armstrong                                       | tijdrit (v)              | Goud         | 44:26.42 (1e) |
| Evelyn Stevens                                          | weg (v)                  | 12e          | 3:52:43 (12e) |
| Evelyn Stevens                                          | tijdrit (v)              | 10e          | 46:00.08 (10e) |
| Kelly Catlin Chloé Dygert Sarah Hammer Jennifer Valente | ploegenachtervolging (v) | Zilver       | plaatsingsronde: 4:14.286 (2e) halve finale wonnen van Australië (4:12.282, 1e, WR) finale verloren van Groot-Brittannië (4:12.454, 2e) |
| Sarah Hammer                                            | omnium (v)               | Zilver       | totaal: 206 punten (2e) |
| Lea Davison                                             | mountainbike (v)         | 7e           | 1:33:27 (7e) |
| Chloe Woodruff                                          | mountainbike (v)         | 14e          | 1:36:17 (14e) |
| Brooke Crain                                            | BMX (v)                  | 4e           | plaatsingsronde: 35.345 (7e) halve finale: 7 punten (2e) finale: 35.520 (4e)                                                            |
| Alise Post                                              | BMX (v)                  | Zilver       | plaatsingsronde: 35.509 (8e) halve finale: 8 punten (2e) finale: 34.435 (2e)                                                            |

### Worstelen
| Olympiër         | Discipline                 | Resultaat      | Prestatie |
| ---------------- | -------------------------- | -------------- | --- |
| Daniel Dennis    | –57 kg vrije stijl (m)     | eerste ronde   | eerste ronde verloor van Vladimir Dubov (0–4) |
| Frank Molinaro   | –65 kg vrije stijl (m)     | bronzen finale | eerste ronde won van Magomedmurad Gadzhiev (3–1) kwartfinale verloor van Toghrul Asgarov (0–4) herkansing won van Andrij Kvjatkovski (3–1) bronzen finale verloor van Frank Chamizo (1–3)                 |
| Jordan Burroughs | –74 kg vrije stijl (m)     | kwartfinale    | eerste ronde won van Augusto Midana (3–1) kwartfinale verloor van Anjoear Gedoejev (1–3) herkansing verloor van Bekzod Abdurakhmonov (1–4)                                                                |
| J'den Cox        | –86 kg vrije stijl (m)     | Brons          | eerste ronde won van Amarhajy Mahamedov (3–1) kwartfinale won van Alireza Karimi (3–1) halve finale verloor van Selim Yaşar (1–3) bronzen finale won van Reineris Salas (5–0)                             |
| Kyle Snyder      | –97 kg vrije stijl (m)     | Goud           | eerste ronde won van Javier Cortina (3–1) kwartfinale won van Albert Saritov (3–0) halve finale won van Elizbar Odikadze (3–1) finale won van Khetag Gazyumov (3–1)                                       |
| Tervel Dlagnev   | –125 kg vrije stijl (m)    | bronzen finale | eerste ronde won van Jamaladdin Magomedov (3–1) kwartfinale won van Robert Baran (3–1) halve finale verloor van Komeil Ghasemi (0–4) bronzen finale verloor van Geno Petriasjvili (0–4)                   |
| Jesse Thielke    | –59 kg Grieks-Romeins (m)  | kwartfinale    | eerste ronde won van Mehdi Messaoudi (4–0) kwartfinale verloor van Rovshan Bayramov (0–4) |
| Andy Bisek       | –75 kg Grieks-Romeins (m)  | kwartfinale    | eerste ronde won van Yurisandy Hernández (3–0) kwartfinale verloor van Božo Starčević (0–3) |
| Ben Provisor     | –85 kg Grieks-Romeins (m)  | eerste ronde   | eerste ronde verloor van Rustam Assakalov (1–3) |
| Robby Smith      | –130 kg Grieks-Romeins (m) | eerste ronde   | eerste ronde verloor van Sabah Shariati (1–3) |
|                  |                            |                | |
| Haley Augello    | –48 kg vrije stijl (v)     | kwartfinale    | eerste ronde won van Jessica Blaszka (3–0) kwartfinale verloor van Eri Tosaka (1–3) herkansing verloor van Zhuldyz Eshimova (1–3)                                                                         |
| Helen Maroulis   | –53 kg vrije stijl (v)     | Goud           | voorronde won van Joelija Khavaldzhy (3–1) eerste ronde won van Zhong Xuechun (4–0) kwartfinale won van Jong Myong-suk (3–1) halve finale won van Sofia Mattsson (5–0) finale won van Saori Yoshida (3–1) |
| Elena Pirozhkova | –63 kg vrije stijl (v)     | bronzen finale | eerste ronde won van Taybe Yusein (3–1) kwartfinale won van Soronzonboldyn Battsetseg (3–1) halve finale verloor van Marjia Mamasjoek (1–3) bronzen finale verloor van Jekaterina Larionova (0–5)         |
| Adeline Gray     | –75 kg vrije stijl (v)     | kwartfinale    | eerste ronde won van Andrea Olaya (5–0) kwartfinale verloor van Vasilisa Marzaljoek (1–3) |

### Zeilen
| Olympiër                         | Discipline   | Resultaat | Prestatie                  |
| -------------------------------- | ------------ | --------- | -------------------------- |
| Pedro Pascual                    | RS:X (m)     | 28e       | totaal: 286 punten (28e)   |
| Charlie Buckingham               | Laser        | 11e       | totaal: 108 punten (11e)   |
| Caleb Paine                      | Finn (m)     | Brons     | totaal: 76 punten (3e)     |
| David Hughes Stuart McNay        | 470 (m)      | 4e        | totaal: 71 punten (4e)     |
| Thomas Barrows III Joseph Morris | 49er         | 19e       | totaal: 155 punten (19e)   |
|                                  |              |           |                            |
| Marion Lepert                    | RS:X (v)     | 16e       | totaal: 156,9 punten (16e) |
| Paige Railey                     | Laser Radial | 10e       | totaal: 131 punten (10e)   |
| Annie Haeger Briana Provancha    | 470 (v)      | 7e        | totaal: 69 punten (7e)     |
| Paris Henken Helena Scutt        | 49erFX (v)   | 10e       | totaal: 112 punten (10e)   |
|                                  |              |           |                            |
| Bora Gulari Louisa Chafee        | Nacra 17     | 8e        | totaal: 106 punten (8e)    |

### Zwemmen
| Olympiër | Discipline             | Resultaat | Prestatie                                                                |
| --- | ---------------------- | --------- | ------------------------------------------------------------------------ |
| Nathan Adrian                                                                                                 | 50 m vrije slag (m)    | Brons     | series: 21.61 (2e) halve finale: 21.47 (4e) finale: 21.49 (3e)           |
| Nathan Adrian                                                                                                 | 100 m vrije slag (m)   | Brons     | series: 48.58 (16e) halve finale: 47.83 (1e) finale: 47.85 (3e)          |
| Anthony Ervin                                                                                                 | 50 m vrije slag (m)    | Goud      | series: 21.63 (3e) halve finale: 21.46 (2e) finale: 21.40 (1e)           |
| Caeleb Dressel                                                                                                | 100 m vrije slag (m)   | 6e        | series: 47.91 (2e) halve finale: 47.97 (5e) finale: 48.02 (6e)           |
| Conor Dwyer                                                                                                   | 200 m vrije slag (m)   | Brons     | series: 1:45.95 (4e) halve finale: 1:45.44 (3e) finale: 1:45.23 (3e)     |
| Conor Dwyer                                                                                                   | 400 m vrije slag (m)   | 4e        | series: 3:43.42 (1e) finale: 3:44.01 (4e)                                |
| Townley Haas                                                                                                  | 200 m vrije slag (m)   | 5e        | series: 1:46.13 (5e) halve finale: 1:45.92 (6e) finale: 1:45.58 (5e)     |
| Connor Jaeger                                                                                                 | 400 m vrije slag (m)   | 5e        | series: 3:45.37 (7e) finale: 3:44.16 (5e)                                |
| Connor Jaeger                                                                                                 | 1500 m vrije slag      | Zilver    | series: 14:45.74 (2e) finale: 14:39.48 (2e, AR)                          |
| Jordan Wilimovsky                                                                                             | 1500 m vrije slag      | 4e        | series: 14:48.23 (3e) finale: 14:45.03 (4e)                              |
| Jordan Wilimovsky                                                                                             | 10 km open water (m)   | 5e        | 1:45:03.02 (5e)                                                          |
| Ryan Murphy                                                                                                   | 100 m rugslag (m)      | Goud      | series: 53.06 (4e) halve finale: 52.49 (1e) finale: 51.97 (1e, OR)       |
| Ryan Murphy                                                                                                   | 200 m rugslag (m)      | Goud      | series: 1:56.29 (4e) halve finale: 1:55.15 (4e) finale: 1:53.62 (1e)     |
| David Plummer                                                                                                 | 100 m rugslag (m)      | Brons     | series: 53.19 (5e) halve finale: 52.50 (2e) finale: 52.40 (3e)           |
| Jacob Pebley                                                                                                  | 200 m rugslag (m)      | 5e        | series: 1:56.44 (5e) halve finale: 1:54.92 (3e) finale: 1:55.52 (5e)     |
| Kevin Cordes                                                                                                  | 100 m schoolslag (m)   | 4e        | series: 59.13 (4e) halve finale: 59.33 (5e) finale: 59.22 (4e)           |
| Kevin Cordes                                                                                                  | 200 m schoolslag (m)   | 8e        | series: 2:09.30 (7e) halve finale: 2:07.99 (5e) finale: 2:08.34 (8e)     |
| Cody Miller                                                                                                   | 100 m schoolslag (m)   | Brons     | series: 59.17 (5e) halve finale: 59.05 (2e) finale: 58.84 (3e, AM)       |
| Josh Prenot                                                                                                   | 200 m schoolslag (m)   | Zilver    | series: 2:09.91 (10e) halve finale: 2:07.78 (3e) finale: 2:07.53 (2e)    |
| Michael Phelps VO                                                                                             | 100 m vlinderslag (m)  | Zilver    | series: 51.60 (4e) halve finale: 51.58 (5e) finale: 51.14 (2e)           |
| Michael Phelps VO                                                                                             | 200 m vlinderslag (m)  | Goud      | series: 1:55.73 (5e) halve finale: 1:54.12 (2e) finale: 1:53.36 (1e)     |
| Michael Phelps VO                                                                                             | 200 m wisselslag (m)   | Goud      | series: 1:58.41 (3e) halve finale: 1:55.78 (1e) finale: 1:54.66 (1e)     |
| Thomas Shields                                                                                                | 100 m vlinderslag (m)  | 7e        | series: 51.58 (3e) halve finale: 51.61 (6e) finale: 51.73 (7e)           |
| Thomas Shields                                                                                                | 200 m vlinderslag (m)  | 20e       | series: 1:56.93 (20e)                                                    |
| Ryan Lochte                                                                                                   | 200 m wisselslag (m)   | 5e        | series: 1:57.38 (1e) halve finale: 1:56.28 (2e) finale: 1:57.47 (5e)     |
| Chase Kalisz                                                                                                  | 400 m wisselslag (m)   | Zilver    | series: 4:08.12 (1e) finale: 4:06.75 (2e)                                |
| Jay Litherland                                                                                                | 400 m wisselslag (m)   | 5e        | series: 4:11.10 (4e) finale: 4:11.68 (5e)                                |
| Nathan Adrian Caeleb Dressel Anthony Ervin Jimmy Feigen Ryan Held Blake Pieroni                               | 4x100 m vrije slag (m) | Goud      | series: 3:12.38 (2e) finale: 3:09.92 (1e)                                |
| Gunnar Bentz Jack Conger Conor Dwyer Townley Haas Ryan Lochte Michael Phelps Clark Smith                      | 4x200 m vrije slag (m) | Goud      | series: 7:06.74 (2e) finale: 7:00.66 (1e)                                |
| Nathan Adrian Kevin Cordes Caeleb Dressel Cody Miller Ryan Murphy Michael Phelps David Plummer Thomas Shields | 4x100 m wisselslag (m) | Goud      | series: 3:31.83 (2e) finale: 3:27.95 (1e, OR)                            |
| Sean Ryan | 10 km open water (m)   | 14e       | 1:53:15.5 (14e)                                                          |
| |                        |           |                                                                          |
| Simone Manuel                                                                                                 | 50 m vrije slag (v)    | Zilver    | series: 24.71 (11e) halve finale: 24.44 (6e) finale: 24.09 (2e)          |
| Simone Manuel                                                                                                 | 100 m vrije slag (v)   | Goud      | series: 53.32 (2e) halve finale: 53.11 (3e) finale: 52.70 (1e, OR)       |
| Abbey Weitzeil                                                                                                | 50 m vrije slag (v)    | 12e       | series: 24.48 (5e) halve finale: 24.67 (12e)                             |
| Abbey Weitzeil                                                                                                | 100 m vrije slag (v)   | 7e        | series: 53.54 (7e) halve finale: 53.53 (8e) finale: 53.30 (7e)           |
| Missy Franklin                                                                                                | 200 m vrije slag (v)   | 13e       | series: 1:57.12 (12e) halve finale: 1:57.56 (13e)                        |
| Missy Franklin                                                                                                | 200 m rugslag (v)      | 14e       | series: 2:09.36 (11e) halve finale: 2:09.74 (14e)                        |
| Katie Ledecky                                                                                                 | 200 m vrije slag (v)   | Goud      | series: 1:55.01 (1e) halve finale: 1:54.81 (2e) finale: 1:53.73 (1e)     |
| Katie Ledecky                                                                                                 | 400 m vrije slag (v)   | Goud      | series: 3:58.71 (1e, OR) finale: 3:56.46 (1e, WR)                        |
| Katie Ledecky                                                                                                 | 800 m vrije slag (v)   | Goud      | series: 8:12.86 (1e, OR) finale: 8:04.79 (1e, WR)                        |
| Leah Smith | 400 m vrije slag (v)   | Brons     | series: 4:03.39 (3e) finale: 4:01.92 (3e)                                |
| Leah Smith | 800 m vrije slag (v)   | 6e        | series: 8:12.43 (4e) finale: 8:20.95 (6e)                                |
| Kathleen Baker                                                                                                | 100 m rugslag (v)      | Zilver    | series: 58.84 (1e) halve finale: 58.84 (1e) finale: 58.75 (2e)           |
| Olivia Smoliga                                                                                                | 100 m rugslag (v)      | 6e        | series: 59.60 (6e) halve finale: 59.35 (8e) finale: 58.95 (6e)           |
| Madeline Dirado                                                                                               | 200 m rugslag (v)      | Goud      | series: 2:08.60 (3e) halve finale: 2:07.53 (3e) finale: 2:05.99 (1e)     |
| Madeline Dirado                                                                                               | 200 m wisselslag (v)   | Brons     | series: 2:10.24 (4e) halve finale: 2:08.91 (3e) finale: 2:08.79 (3e)     |
| Lilly King | 100 m schoolslag (v)   | Goud      | series: 1:05.78 (1e) halve finale: 1:05.70 (1e) finale: 1:04.93 (1e, OR) |
| Lilly King | 200 m schoolslag (v)   | 12e       | series: 2:25.89 (15e) halve finale: 2:24.59 (12e)                        |
| Katie Meili                                                                                                   | 100 m schoolslag (v)   | Brons     | series: 1:06.00 (3e) halve finale: 1:06.52 (6e) finale: 1:05.69 (3e)     |
| Molly Hannis                                                                                                  | 200 m schoolslag (v)   | 16e       | series: 2:24.74 (12e) halve finale: 2:26.80 (16e)                        |
| Dana Vollmer                                                                                                  | 100 m vlinderslag (v)  | Brons     | series: 56.56 (2e) halve finale: 57.06 (4e) finale: 56.63 (3e)           |
| Kelsi Worrell                                                                                                 | 100 m vlinderslag (v)  | 9e        | series: 56.97 (4e) halve finale: 57.54 (9e)                              |
| Cammille Adams                                                                                                | 200 m vlinderslag (v)  | 4e        | series: 2:06.67 (2e) halve finale: 2:07.22 (8e) finale: 2:05.90 (4e)     |
| Hali Flickinger                                                                                               | 200 m vlinderslag (v)  | 7e        | series: 2:06.67 (2e) halve finale: 2:07.02 (6e) finale: 2:07.71 (7e)     |
| Melanie Margalis                                                                                              | 200 m wisselslag (v)   | 4e        | series: 2:09.62 (3e) halve finale: 2:10.10 (5e) finale: 2:09.21 (4e)     |
| Elizabeth Beisel                                                                                              | 400 m wisselslag (v)   | 6e        | series: 4:34.38 (6e) finale: 4:34.98 (6e)                                |
| Simone Manuel Lia Neal Allison Schmitt Dana Vollmer Katie Ledecky Amanda Weir Abbey Weitzeil                  | 4x100 m vrije slag (v) | Zilver    | series: 3:33.59 (2e) finale: 3:31.89 (2e, AM)                            |
| Madeline Dirado Missy Franklin Katie Ledecky Melanie Margalis Cierra Runge Allison Schmitt Leah Smith         | 4x200 m vrije slag (v) | Goud      | series: 7:47.77 (1e) finale: 7:43.03 (1e)                                |
| Kathleen Baker Lilly King Simone Manuel Katie Meili Olivia Smoliga Dana Vollmer Abbey Weitzeil Kelsi Worrell  | 4x100 m wisselslag (v) | Goud      | series: 3:54.67 (1e) finale: 3:53.13 (1e)                                |
| Haley Anderson                                                                                                | 10 km open water (v)   | 5e        | 1:57:20.2 (5e)                                                           |